# Liste der Baudenkmale in Oldenburg (Oldb)
In der Liste der Baudenkmale in Oldenburg (Oldb) stehen alle Baudenkmale der niedersächsischen Stadt Oldenburg (Oldb).
Es sind gesamt 1796 Baudenkmale verzeichnet, davon in dieser Hauptliste 367 und weitere 1429 in den 82 Teillisten.
Der Stand der Liste ist der 26. Juni 2022.

## Allgemein
In den Spalten befinden sich folgende Informationen:
- Lage: die Adresse des Baudenkmales und die geographischen Koordinaten. Kartenansicht, um Koordinaten zu setzen. In der Kartenansicht sind Baudenkmale ohne Koordinaten mit einem roten Marker dargestellt und können in der Karte gesetzt werden. Baudenkmale ohne Bild sind mit einem blauen Marker gekennzeichnet, Baudenkmale mit Bild mit einem grünen Marker.
- Bezeichnung: Bezeichnung des Baudenkmales
- Beschreibung: die Beschreibung des Baudenkmales. Unter § 3 Abs. 2 NDSchG werden Einzeldenkmale und unter § 3 Abs. 3 NDSchG Gruppen baulicher Anlagen und deren Bestandteile ausgewiesen.
- ID: die Objekt-ID des Baudenkmales
- Bild: ein Bild des Baudenkmales, ggf. zusätzlich mit einem Link zu weiteren Fotos des Baudenkmals im Medienarchiv Wikimedia Commons. Wenn man auf das Kamerasymbol klickt, können Fotos zu Baudenkmalen aus dieser Liste hochgeladen werden:

## A
Wegen der großen Anzahl der Baudenkmale werden einzelne Straßen in Teillisten aufgeführt.
- Achternstraße
- Ackerstraße
- Adlerstraße
- Alexanderstraße
- Amalienstraße/Alte Amalienstraße
- Auguststraße
- August-Hanken-Straße

| Lage                                                 | Bezeichnung                                                   | Beschreibung | ID       | Bild           |
| ---------------------------------------------------- | ------------------------------------------------------------- | --- | -------- | -------------- |
| Achterdiek 53° 7′ 34″ N, 8° 12′ 44″ O                | Schleuse Oldenburg (Küstenkanal)                              | Kammerschleuse am Küstenkanal. 1000-t-Schleuse, Länge 105 m, Tiefe 9,85 m, Kammerbreite 12 m. Kammerwände mit Backstein verkleidet, oberer Teil in Beton erneuert. Oberhaupt mit Klapptor (1992 erneuert), Unterhaupt als Stemmtor (1997 erneuert). Schleusenwärterhaus neu. Erbaut 1922–1927. | 37423802 | Weitere Bilder |
| Achterdiek 53° 6′ 47″ N, 8° 11′ 50″ O                | Alter Kanal (Hunte-Ems-Kanal)                                 | Reststück (östlicher Anfang an der Hunte) des ehemaligen Hunte-Ems-Kanals auf der Gemeindegrenze zwischen Stadt Oldenburg und Gemeinde Wardenburg. Erbaut ab 1855, beim Bau des Küstenkanals 1921–1935 durch veränderte Trassenführung abgehängt. Etwa 700 m langes Reststück, heute eingespannt zwischen den Deich der Hunte im Osten und den Damm des Küstenkanals im Westen. Kanalbett teilweise versumpft, auf beiden Seiten mit alten Eichen bestandene Dämme, auf der Nordseite zum größten Teil begleitet von der Straße Achterdiek, auf der Südseite von den auf Wardenburger Gemeindegebiet gelegenen Straßen Rehweg und Alter Kanal. Westliches Endstück durch Damm der querenden Hundsmühler Straße abgetrennt.                                    | 37429167 | BW             |
| Achterdiek 1 53° 7′ 31″ N, 8° 12′ 46″ O              | Huntekraftwerk                                                | Laufwasserkraftwerk an einer Staustufe der beim Bau des Küstenkanals zur Wasserregulierung angelegten „Neuen Hunte“. Betonkonstruktion mit Backsteinverkleidung. Auf allen Seiten Gliederung mit stark hochrechteckigen Fenstern (flussabwärts neun, flussaufwärts acht, links drei und Eingang, rechts nur Blendfelder) zwischen Lisenen in der Art von kolossalen Pilastern und abschließendem stilisierten Gebälk mit Konsolfries, an Zinnen erinnernd. Erbaut 1927, Architekt Adolf Rauchheld. | 37419299 |                |
| Altburgstraße 2 53° 7′ 51″ N, 8° 13′ 16″ O           | Wohnhaus                                                      | Zweigeschossiger, massiver Putzbau mit giebelständigem Krüppelwalmdach. Zweigeschossiger Erker mit Walmdach vor der linken Fassadenseite, daneben eingeschossiger Altan mit Austritt. An der Westseite Eingang in einem um eine Achse vorgezogenen, seitenflügelartigen Anbau, ebenfalls mit Krüppelwalmdach. Anfang des 20. Jahrhunderts errichtet. | 37429354 | BW             |
| Altburgstraße 4 53° 7′ 51″ N, 8° 13′ 15″ O           | Wohnhaus                                                      | Anfang des 20. Jahrhunderts errichteter verputzter Massivbau; Kernbau mit Walmdach, an der linken Seite der Straßenfassade zweigeschossiger Erker mit steilem Satteldach; mittig Altan mit Wintergartenaufbau. Auf der Westseite einachsiger, seitenflügelartiger Eingangsvorbau mit traufständigem Krüppelwalmdach. Bauzeitliche Einfriedung aus Eisen mit Jugendstilornamenten erhalten. | 37429376 | BW             |
| Altburgstraße 6 53° 7′ 51″ N, 8° 13′ 14″ O           | Wohnhaus                                                      | Zweigeschossiger Putzbau mit hohem Mansarddach. Straßenfront mit zweigeschossigem Erker auf der rechten Seite, links daneben Wintergarten mit Austritt im Obergeschoss. Architekt: Ludwig Freytag. Vorgarten mit schmiedeeiserner Einfriedung. | 37429398 | BW             |
| Altburgstraße 7 53° 7′ 50″ N, 8° 13′ 13″ O           | Wohnhaus                                                      | Zweigeschossiger Putzbau mit Mansarddach. An der Straßenfassade aus der Mitte gerückter dreiachsiger Erker, darüber Zwerchhaus mit Satteldach. | 37429420 | BW             |
| Altburgstraße 8 53° 7′ 51″ N, 8° 13′ 13″ O           | Wohnhaus                                                      | Zweigeschossiger Putzbau mit hohem Walmdach, die beiden rechten Achsen der insgesamt vierachsigen Fassade vorgezogen mit Krüppelwalmdach und Fachwerkgiebel. Bauzeitliche Einfriedung des Vorgartens erhalten. | 37429442 | BW             |
| Altburgstraße 9 53° 7′ 51″ N, 8° 13′ 12″ O           | Wohnhaus                                                      | Zweigeschossiger verputzter Massivbau auf Souterraingeschoss mit Mansarddach. Straßenseitig außermittig links zweigeschossiger Altan, darüber zweiachsiges Zwerchhaus. | 37429464 | BW             |
| Altburgstraße 10 53° 7′ 52″ N, 8° 13′ 13″ O          | Wohnhaus                                                      | Zweigeschossiger, verputzter Massivbau mit Krüppelwalmdach. Dreiachsige Straßenseite mit zweigeschossigem Standerker in der dritten Achse. | 37429486 | BW             |
| Altburgstraße 17 53° 7′ 51″ N, 8° 13′ 8″ O           | Bürohaus Freytag/von der Linde                                | Dreigeschossiger Putz mit Flachdach. An der Westseite vorgesetzter dreigeschossiger, verglaster Rundturm; Obergeschoss zurückgesetzt. Erbaut 1954/55 Architekt: Hans Martin Fricke | 37424554 | BW             |
| Alteneschstraße 13 53° 8′ 0″ N, 8° 13′ 37″ O         | Neue kath. Schule / Pestalozzischule                          | Zweigeschossiger, traufständiger Putzbau mit übergiebeltem mittigem Eingangsrisalit unter Satteldach. 1896/97 als „Neues Schulgebäude mit Lehrerwohnung“ im Schulgarten der Alten Schule erbaut. Architekten A. und C. Westerholt. | 37429718 | BW             |
| Alteneschstraße 15 53° 8′ 1″ N, 8° 13′ 37″ O         | Alte kath. Schule / Pestalozzischule                          | Eingeschossiger Putzbau mit übergiebeltem mittigem, zweigeschossigen Eingangsrisalit unter Satteldach. Als Zweiklassiges Schulgebäude 1889 erbaut. Architekt: Heinrich Früstück. | 37451235 | BW             |
| Alte Schäferei 1 53° 9′ 30″ N, 8° 14′ 5″ O           | Küchen- und Wirtschaftsgebäude (Kaserne Donnerschwee, Nr. 13) | Eingeschossiger langgestreckter Backsteinbau unter Satteldach mit Mittelrisalit auf der Nordseite und drei Zwerchgiebeln auf der Südseite, die beiden äußeren über Eingängen. Alle Giebel als Treppengiebel ausgebildet, die Zwerchgiebel zusätzlich mit Lisenen. Rustizierte Portalrahmungen. Fenster, Türen, die Raumstruktur, Balkendecken und Treppen original erhalten. Erbaut 1934–1936, ab 2015 Umbau zu Wohnungen, dabei eiserne Balkone angebaut und Dachgaupen aufgesetzt. | 41581976 | BW             |
| Am Alexanderhaus 53° 11′ 10″ N, 8° 12′ 0″ O          | Thomaskirche, ev.-luth.                                       | Saalkirche aus rotem Klinker auf hexagonalem Grundriss mit freistehendem Campanile und verglastem Verbindungsgang. 1962/63 nach dem Vorbild St. Marien (Hannover-Linden) erbaut (Arch.: Willi Schröder) | 44829355 | BW             |
| Ammergaustraße 52 53° 9′ 42″ N, 8° 13′ 49″ O         | Amalienhof                                                    | Niederdeutsches Hallenhaus in Fachwerkbauweise unter Schleppwalmdach in Reetdeckung mit massivem First. Lehmdiele mit originalem Rauchfang. Wohnteil erneuert. 1765 errichtet. | 37419451 | BW             |
| Ammerländer Heerstraße 60 53° 8′ 47″ N, 8° 11′ 16″ O | Haus Fünf-Linden                                              | Auf großem Gartengrundstück freistehender zweigeschossiger Backsteinbau auf winkelförmigem Grundriss mit Ecktürmchen und Eckbalkon aus Holz. Backsteinziersetzungen, oberer Teil des Türmchens in Fachwerk, Ausfachungen mit Malereien (Ranken, Hirschkopf, Adler). Rechts gerahmte Tafel mit gemalter Inschrift: „Haus / Fünf-Linden / Erbaut / 1898“. Bewegte Dachlandschaft, im Kern Sattel- und Schopfwalmdach, auf dem Türmchen steile Knickpyramide mit Gaupen. Linksseitig eineinhalbgeschossiger Anbau mit Drempel und Satteldach (in der Planung noch eingeschossig mit Dachterrasse, evtl. später aufgestockt). Erbaut 1897–1898, Architekt Louis Sievers.                                                                                          | 37419472 | BW             |
| Ammerländer Heerstraße 60 53° 8′ 46″ N, 8° 11′ 16″ O | Garten                                                        | Großer parkartig gestalteter Garten mit markantem alten Baumbestand. Zur Straße Hecke und Einfahrtstor mit Eisengitter zwischen verputzten Pfosten. | 43921672 | BW             |
| Anne-Frank-Platz 1 - 5 53° 9′ 21″ N, 8° 14′ 2″ O     | Stabs- und Wachgebäude (Kaserne Donnerschwee, Nr. 1)          | Stabsgebäude dreigeschossiger L-förmiger Backsteinbau von drei Geschossen, bestehend aus ost-westlich ausgerichtetem Haupttrakt und im Westen kurzem, im Osten weiter nach Süden vorspringendem Quertrakt mit Giebeln, daran nach Osten ein zweigeschossiger Flügel (Wachgebäude). Alle Trakte unter Satteldächern. Am Wachgebäude östlich eingeschossige verputzte Pfeilerhalle. An der Nordseite des Haupttrakts drei Risalite, der mittlere mit Eingang und durchfenstertem Treppenhaus. Alle Giebel als Treppengiebel ausgebildet. Kanten im Wechsel rustiziert, Eingänge mit Rustikarahmung. Heute für Wohnnutzung Eisenbalkone angebaut. Erbaut 1934–1936, ab 2015 Umbau des noch weitgehend original erhaltenen Gebäudes, dabei 2015 Dach ausgebrannt. | 41581797 | BW             |
| Anne-Frank-Platz 3 53° 9′ 22″ N, 8° 14′ 10″ O        | Krankenrevier (Kaserne Donnerschwee, Nr. 26)                  | Zweigeschossiger Backsteinbau unter Satteldach. Schmalseiten im Osten und Westen mit Treppengiebeln. Auf der Nordseite mittig eingeschossiger Vorbau mit werksteingerahmtem Portal. Erbaut 1934–1936 als Krankenrevier, nach dem II. Weltkrieg anscheinend teilweiser Wiederaufbau aufgrund von Bombenschäden und anschließende Nutzung als Offiziersmesse. Ab 2015 Umbau für Wohnungen, dabei eiserne Balkone angebaut und Dachgaupen aufgesetzt. | 41582158 | BW             |
| Anne-Frank-Platz 7 53° 9′ 22″ N, 8° 13′ 58″ O        | Garagengebäude (Kaserne Donnerschwee)                         | Zweigeschossiger Backsteinbau unter Flachdach. Auf der Ostseite eiserne Falttore. Erbaut 1934–1936, 2015 Umbau zu Wohnungen. | 48963737 | BW             |

nach oben

## B
Wegen der großen Anzahl der Baudenkmale werden einzelne Straßen in Teillisten aufgeführt.
- Bahnhofstraße
- Bergstraße
- Bismarckstraße
- Blumenstraße
- Bremer Straße
- Breslauer Straße
- Brommystraße
- Brüderstraße
- Butjadinger Straße
- Bürgereschstraße

| Lage                                                 | Bezeichnung                                           | Beschreibung | ID       | Bild           |
| ---------------------------------------------------- | ----------------------------------------------------- | --- | -------- | -------------- |
| Bahnhofsplatz 1 / 1a 53° 8′ 34″ N, 8° 13′ 25″ O      | Norddeutsche Fahrzeug-Industrie                       | Verwaltungsgebäude an der Südostseite des Bahnhofsplatzes an der Ecke zur Güterstraße. Ehemals Wohn-, Büro- und Lagerhaus der Norddeutschen Fahrzeug-Industrie (Johann Lehmkuhl AG). Viergeschossiger blockhafter Putzbau, dreiseitig im rückwärtigen Innenhof angeordnet. Zur Güterstraße und zum Bahnhofsplatz Rasterfassade von 20 bzw. 8 Achsen, dazu eine zusätzliche Achse an der verrundeten Ecke. EG mit je einem Eingang zum Platz und zur Straße sowie links drei Einfahrten, durch hohes Horizontalgesims abgeschlossen, daran ehemals Schriftzug „Lehmkuhl“. Im ersten und zweiten OG durchgehende Lisenen in der Art von stilisierten Kolossalpilastern und zurückgesetzte Horizontalgliederung, abschließend hohes Kranzgesims mit Zahnschnitt. Darüber Attikageschoss. Auf dem Walmdach Walmgaupen. Erbaut 1925–1926, Architekt Eugen Massa. | 37419559 | BW             |
| Bahnhofsplatz 12 53° 8′ 37″ N, 8° 13′ 21″ O          | Hauptbahnhof                                          | Der Gleisanlage auf Stadtseite parallel vorgelagerter, langgestreckter zweigeschossiger Backsteinbau unter Satteldach. In der Achse der Kaiserstraße als tiefer Risalit vorspringende giebelständige Eingangshalle. Davor symmetrisch rechts und links kleine eingeschossige Vorbauten auf segmentbogenförmigem Grundriss, mittig Eingang und großes fünfteiliges Thermenfenster, darüber wie an den Vorbauten Backsteinlisenen mit wellenförmigen Backsteinziersetzungen (Zopfbänder). An der Platzseite rechts und links je ein zweigeschossiger Vorbau unter Walmdach. An der Westseite vorgelagert ein 34 m hoher Uhrturm mit Gliederung aus breiten Ecklisenen und Zopfbändern, unter Pyramidendach. Rechts an den Haupttrakt anschließend ein zurückgesetzter Trakt, ehemals für Eilgutabfertigung und Dienstwohnungen. Innen ehemals reiche wandfeste Ausstattung. In der Eingangshalle bis auf Reste (u. a. Majolikabrunnen an der Westwand) entfernt. Erhalten die Wandpaneele und die Kassettendecke der heutigen Bahnhofsgaststätte (ehemaliger Wartesaal), die dortigen Malereien 1949 und 1985–1986 restauriert. Erbaut 1911–1915, Architekten Friedrich Mettegang und Philipp Langewand. | 37455802 | Weitere Bilder |
| Bahnhofsplatz 12 53° 8′ 38″ N, 8° 13′ 17″ O          | Fürstenbau                                            | Westlich des Hauptempfangsgebäudes gelegener, mit diesem durch eine Mauer verbundenes Empfangsgebäude für die herzogliche Familie. Eingeschossiger Backsteinbau unter Walmdach mit kleinem Turm links (analog zum Hauptempfangsgebäude). Vorgelagert eine Loggia mit Doppelpfeilern unter Walmdach, darauf Zwerchgiebel mit Steinrelief des oldenburgischen Wappens. Innen rechts Warteraum mit Pilastern und stuckerter Decke. Erbaut 1911–1915, Architekten Friedrich Mettegang und Philipp Langewand. | 37455828 | Weitere Bilder |
| Bahnhofsplatz 12 53° 8′ 39″ N, 8° 13′ 23″ O          | Hauptbahnhof (Bahnsteighalle)                         | Genietete 14-achsige Stahlkonstruktion mit Zweigelenkbögen, die jeweils zwischen die Gleise gesetzt sind, so dass die Bahnsteige stützenfrei unter dem Scheitel der Hallen angeordnet sind. Über den Bahnsteigen geschlossene Dachhaut, ursprünglich aus kassettierten Bimsbetonplatten. Die Zone über den Gleisen ist geöffnet, um einen ungestörten Rauchabzug zu ermöglichen. Die verbleibende Dachfläche bis zu den Schnittpunkten der Segmentbögen ist verglast; Glasschürzen bieten den Reisenden Schutz vor der Witterung. Unter der Halle quer zu den Gleisen Fußgängertunnel mit beidseitigen Treppenaufgängen zu den Gleisen. Erbaut 1911–1915 von der Firma Brest & Co. | 37473599 | Weitere Bilder |
| Baumgartenstraße 1 - 3 53° 8′ 24″ N, 8° 12′ 49″ O    | Handelshaus Hoyer                                     | Dreigeschossiger verputzter Massivbau, in drei Bauabschnitten als Erweiterung des Handelshauses Hoyer (Lange Straße 39) entstanden. Weitgehend einheitlich die Gestaltung: im Erdgeschoss rundbogige Fenster und Türen sowie Blendarkadenrahmung mit Kämpfern, in den Obergeschossen Rechteckfenster mit Rahmungen und unterschiedlichen Ädikulen, geschossteilende Gesimse und Kranzgesims mit Konsolfries. In der dritten Fensterachse von rechts im ersten Obergeschoss kleiner dreieckiger Erker. Erbaut 1860–1890: 1860 Nr. 1, 1872 Nr. 2, 1890 Nr. 3, Architekt für alle Bauabschnitte Ludwig Klingenberg. | 37450273 | BW             |
| Baumgartenstraße 6 53° 8′ 23″ N, 8° 12′ 51″ O        | Wohnhaus                                              | Giebelständiger Wandständerbau von eineinhalb Geschossen unter Satteldach, davor rechts zweigeschossiger Anbau unter Satteldach (ehemals Auslucht?). Giebel über Knaggen zweifach vorkragend. Erdgeschoss mit Ladeneinbauten massiv ausgebaut. Erbaut nach dem Stadtbrand von 1676 (Fälldaten der Hölzer um 1662–1681), Umbau 1904. Unter dem Hinterhaus tonnengewölbter Keller, wohl 16. oder frühes 17. Jh. | 39038691 | BW             |
| Baumgartenstraße 15 53° 8′ 23″ N, 8° 12′ 50″ O       | Wohnhaus                                              | Zweigeschossiger Putzbau von fünf Achsen über Kellersockel. Mittlere Achse als flacher Risalit, darin rundbogiges Portal. Fenster im Erdgeschoss segmentbogig, im Obergeschoss rechteckig. Putzgliederung: Rustizierung des Sockels, Quaderung der beiden Geschosse, geschossteilende Gesimse, Pilaster und Gebälk um das Portal, Brüstungsfelder, Rahmungen und Ädikulen bei den Fenstern des Obergeschosses, Kranzgesims mit Konsolfries. Erbaut 1883. | 39038708 | BW             |
| Bauordenstraße 70 53° 5′ 12″ N, 8° 13′ 16″ O         | St. Josef (Garnisons-Standortkirche)                  | Katholische Pfarrkirche und Garnisons-Standortkirche. Zentralbau aus Backstein auf fünfeckig sternförmigem, konvex-konkav bewegtem Grundriss, umgeben von kreisförmiger Mauer. Innen ungeteilter Raum mit Holzdecke. Südöstlich freistehender kegelförmiger Spitzturm aus Beton. Erbaut 1965–1966, Architekt Gerd Rohling. | 37424950 | BW             |
| Behrensstraße 1 53° 8′ 6″ N, 8° 14′ 1″ O             | Arbeitersiedlung der Glashütte                        | Doppelhaus der ehem. Glashüttensiedlung, zwischen 1889 und 1891 errichtet. | 37452242 | BW             |
| Behrensstraße 2 53° 8′ 5″ N, 8° 14′ 3″ O             | Arbeitersiedlung der Glashütte                        | Doppelhaus der ehem. Glashüttensiedlung, zwischen 1889 und 1891 errichtet. | 37452265 | BW             |
| Behrensstraße 3 53° 8′ 4″ N, 8° 14′ 3″ O             | Arbeitersiedlung der Glashütte                        | Doppelhaus der ehem. Glashüttensiedlung, zwischen 1889 und 1891 errichtet. | 37452288 | BW             |
| Behrensstraße 4 53° 8′ 4″ N, 8° 14′ 5″ O             | Arbeitersiedlung der Glashütte                        | Doppelhaus der ehem. Glashüttensiedlung, zwischen 1889 und 1891 errichtet. | 37452311 | BW             |
| Beverbäker Wiesen 53° 9′ 18″ N, 8° 13′ 57″ O         | Garagengebäude (Kaserne Donnerschwee)                 | Langgestreckter eingeschossiger Backsteinbau unter Flachdach. Auf der Nordseite eiserne Falttore. Erbaut 1934–1936. | 48955772 | BW             |
| Beverbäker Wiesen 1 53° 9′ 29″ N, 8° 14′ 1″ O        | Garagengebäude (Kaserne Donnerschwee)                 | Zweigeschossiger Backsteinbau unter Flachdach. Auf der Südseite eiserne Falttore. Erbaut 1934–1936, 2015 zu Wohnungen umgebaut. | 48963767 | BW             |
| Beverbäker Wiesen 4 53° 9′ 30″ N, 8° 13′ 57″ O       | Globe-Kino (Kaserne Donnerschwee)                     | Saalbau aus Backstein mit zweigeschossigem Eingangsbereich unter Satteldach. Breiter Eingang mit zwei zweiflügeligen Glastüren mit Freitreppe unter Flugdach, darauf Schriftzug „GLOBE“. Originale wandfeste Innenausstattung in Foyer und Saal vollständig erhalten. Erbaut 1954. | 37451060 | BW             |
| Beverbäker Wiesen 8 53° 9′ 26″ N, 8° 13′ 56″ O       | Waffenmeisterei (Kaserne Donnerschwee, Nr. 8)         | Ein- bis zweigeschossiger Backsteinbau auf rechteckigem Grundriss unter Flachdächern. An den zweigeschossigen Haupttrakt im Süden ein schmaler eingeschossiger Teil angebaut. Originale Toreinfahrten. Fenster und Türen überwiegend erhalten, vor dem Umbau auch die Technik der Waffenmeisterei im Innern zum Teil erhalten. Erbaut 1934–1936, ab 2015 Umbau zu Wohnungen, dabei einige Balkone in Eisen angebaut. | 41581943 | BW             |
| Beverbäker Wiesen 10 53° 9′ 25″ N, 8° 13′ 56″ O      | Flakturm und Werkstatt (Kaserne Donnerschwee, Nr. 6)  | Ein- bis dreigeschossiger Backsteinbau auf T-förmigem Grundriss. Im Norden ein zweigeschossiger Trakt, auf der West-, Süd- und Ostseite begleitet von einem eingeschossigen Bereich, mittig auf der Südseite der dreigeschossige ehemalige Flakturm vorgebaut. Flakturm unter flachem Pyramidendach, ansonsten unter Flachdächern. Auf der Nordseite eiserne Falttore. Fenster und Türen überwiegend original. Technik im Innern vor dem Umbau noch überwiegend erhalten. Erbaut 1934–1936, ab 2015 Umbau zu Wohnungen, dabei u. a. einige eiserne Balkone angebaut. | 41581925 | BW             |
| Beverbäker Wiesen 10 53° 9′ 25″ N, 8° 14′ 0″ O       | Garagengebäude (Kaserne Donnerschwee, Nr. 12)         | Langgestreckter ein- bis zweigeschossiger Backsteinbau unter Flachdächern auf T-förmigem Grundriss. Mittelteil des Nordflügels zweigeschossig, Seitenteile sowie Süd- und Südwestflügel eingeschossig. Auf der Ostseite und Südseite eiserne Falttore. Erbaut 1934–1936, ab 2015 Umbau als Wohnungen. | 41581958 | BW             |
| Beverbäker Wiesen 14 / 16 53° 9′ 21″ N, 8° 13′ 56″ O | Garagengebäude (Kaserne Donnerschwee, Nr. 2/2b)       | Langgestrecktes Backsteingebäude unter Flachdach, Nordteil eingeschossig (ehemals Garagen) und Südteil zweigeschossig (ehemals Garage und Geschützhalle). Auf der Ostseite eiserne Falttore. Boden vor dem Umbau noch z. T. in Kopfsteinpflaster. Erbaut 1934–1936, ab 2015 Umbau zu Wohnungen, dabei Nordteil verkürzt. | 41581903 | BW             |
| Bleicherstraße 11a 53° 8′ 32″ N, 8° 13′ 16″ O        | Anton Meyer Kupfer- und Messingwaren (Kesselschmiede) | Im rückwärtigen Hofbereich der Fabrik Anton Meyer stehend. Dreischiffiger geschlämmter Backsteinbau mit basilikal überhöhtem Mittelschiff. Gliederung mit Rundbögen über den segmentbogenförmigen Fenstern, Lisenen und Konsolfriesen. 1889–1890 als Kesselschmiede zur „Anfertigung von Dampfkesseln und anderen Blechgefäßen sowie Röhren aus Blech“ errichtet, Architekt Joh. Mönning. | 37476126 | BW             |
| Blumenhof 9 53° 8′ 0″ N, 8° 13′ 22″ O                | Volksmädchenschule                                    | Dreigeschossiger Klinkerbau unter Walmdach mit Dachgauben und überhöhtem außermittigem, flach gedecktem Eingangsrisalit mit vertikalen Fensterbändern und schlichter Backsteinornamentik. Nach Nordosten anschließende Turnhalle mit Walmdach über zweigeschossigen Verbindungsbau erschlossen. Vorgelagert der Umkleidetrakt mit nachträglicher Aufstockung. Erbaut 1926-28 als Volksmädchenschule nach Plänen des Oldenburger Stadtbaumeisters Jean Robert Charton, zentral in der gleichzeitig entstandenen Siedlung an der Stedlinger Straße und Blumenhof gelegen. Brunnen 1928 von Elsa Oeltjen-Kasimir auf dem Schulhof, teilweise mit Mauern eingefriedet. | 37419669 | BW             |
| Bogenstraße 16 / 18 53° 9′ 16″ N, 8° 13′ 16″ O       | Klävemannstiftung III                                 | Achtfamilienhaus, Erweiterung der Klävemann-Stiftung mit Altenwohnungen. Eingeschossiger Putzbau von vier Achsen unter Mansardwalmdach. Seitlich Risalite mit geknickten Zwerchgiebeln, dazwischen offene Veranden. Schleppgaupe. Eingänge an den Seiten. Erbaut 1909. | 37457145 | BW             |
| Bogenstraße 20 53° 9′ 17″ N, 8° 13′ 17″ O            | Klävemannstiftung III                                 | Achtfamilienhaus, Erweiterung der Klävemann-Stiftung. Zweigeschossiger Putzbau von zehn Achsen unter Walmdach. Eingänge in den dritten Achsen von außen. Sparsame Putzgliederung: Portalädikulen, Fensterrahmungen, geschossteilendes Band. Mittige Giebelgaupe von vier Achsen. Erbaut 1926. | 37457189 | BW             |
| Brookweg 30 53° 10′ 15″ N, 8° 11′ 25″ O              | St. Christophorus                                     | Rechteckiger, mit Backstein verkleideter Betonbau unter Flachdach, auf drei Seiten fensterlos, nach Süden große Fensterwand mit Betonraster. Quadratischer Altarraum im hinteren Bereich, gegenüber dem Rest der Kirche mit einem Tambour erhöht, dort zwei Reihen von kleinen Fenstern, und mit einem steilen Kegeldach bekrönt. Vor der Kirche auf der Südseite Atriumhof, darin mittig die Taufkapelle als achteckiger, komplett durchfensterter Zentralbau, umstellt von schlanken Rundpfeilern und unter Kegeldach, über einen trichterförmig zulaufenden Korridor zugänglich vom Kirchenraum. In der Außenmauer des Atriums zum Hof Nischen für Kreuzwegstationen und mittig zur Straße Eingang, darüber die Wand erhöht als Glockenträger. Rechts auf der Mauerkrone Skulptur des Hl. Christophorus. Auf der linken Seite im hinteren Bereich Anbau mit Gemeinderäumen, zweigeschossig unter Flachdach. Erbaut 1960–1961, Architekt: Gottfried Böhm. | 37423779 | BW             |
| Burgstraße 12 53° 8′ 24″ N, 8° 12′ 39″ O             | Wohnhaus                                              | Traufständiger zweigeschossiger Putzbau von drei Achsen unter Satteldach. Eingang links. Im Kern 18. Jh. (vor 1792), 1796 und 1841 umgebaut. | 37458666 | BW             |
| Burgstraße 13 53° 8′ 24″ N, 8° 12′ 38″ O             | Wohnhaus                                              | Traufständiges, eingeschossiges und verputztes Fachwerkhaus von vier Achsen unter Satteldach. Erbaut im Kern wahrscheinlich 1538–1539 (dendrochronologische Datierung von zwei Dachgespärren), 1826 und 1838 umgebaut. | 37458689 | BW             |
| Burgstraße 14 53° 8′ 25″ N, 8° 12′ 38″ O             | Wohnhaus                                              | Eingeschossiger traufständiger verputzter Fachwerkbau unter Satteldach, auf winkelförmigem Grundriss errichtet. Linker Flügel mit einem Fenster, rechter mit Eingang. Erbaut im 18. Jh. (vor 1798), 1807 und 1831 umgebaut. | 37458713 | BW             |
| Burgstraße 31 53° 8′ 23″ N, 8° 12′ 42″ O             | Wohn-/ Geschäftshaus                                  | Dreigeschossiger traufständiger Backstein-/Putzbau unter Walmdach. Erdgeschoss mit zwei Schaufenstern und zentralem Eingang, Putzquaderung und abschließendes Gesims. Obergeschosse backsteinsichtig mit Putzrahmungen der Fenster, im 1. OG auch Brüstungsfelder und Ädikulen. Linke zwei Fensterachsen zusammengerückt. Giebelgaupe. Erbaut 1894, Architekt Paul Zimmer. | 37419967 | BW             |

nach oben

## C
Wegen der großen Anzahl der Baudenkmale werden einzelne Straßen in Teillisten aufgeführt.
- Cäcilienstraße/-platz

| Lage                                                  | Bezeichnung           | Beschreibung | ID       | Bild           |
| ----------------------------------------------------- | --------------------- | --- | -------- | -------------- |
| Charlottenstraße 2 53° 7′ 56″ N, 8° 13′ 12″ O         | Wohnhaus              | Zweigeschossiger Putzbau von vier Achsen unter Walmdach. Eingang auf der rechten Seite. Putzquaderung: Rustizierung der Kanten, horizontale Fugen, geschossteilendes Gesims, Konsolfries mit Traufgesims, Fensterrahmungen, im OG Brüstungsfelder und z. T. Pilaster mit Gebälk bzw. Ädikulen. Erbaut in den 1890er Jahren. | 37459335 | BW             |
| Charlottenstraße 3 53° 7′ 55″ N, 8° 13′ 12″ O         | Wohnhaus              | Zweigeschossiger Putzbau von vier Achsen unter Walmdach. Eingang auf der rechten Seite. Putzgliederung: Quaderung, geschossteilendes Gesims, Fensterrahmungen, im OG Brüstungsfelder und Ädikulen. Erbaut in den 1890er Jahren. | 37459357 | BW             |
| Charlottenstraße 4 53° 7′ 55″ N, 8° 13′ 12″ O         | Wohnhaus              | Giebelständiger eineinhalbgeschossiger Putzbau von vier Achsen mit Drempel unter Satteldach (Typus „Oldenburger Hundehütte“). Putzgliederung: horizontale fugen, geschossteilendes Gesims, Fensterrahmungen. Erbaut in den 1890er Jahren. | 37459379 | BW             |
| Charlottenstraße 5 53° 7′ 55″ N, 8° 13′ 11″ O         | Wohnhaus              | Zweigeschossiger Putzbau von fünf Achsen unter Walmdach. Zwerchhaus. Eingang auf der rechten Seite. Putzgliederung: horizontale Fugen, geschossteilendes Gesims, im Erdgeschoss Zierfeld, Fensterrahmungen, im Obergeschoss Brüstungsfelder. Erbaut um 1900. | 37459401 | BW             |
| Charlottenstraße 6 53° 7′ 55″ N, 8° 13′ 10″ O         | Wohnhaus              | Eckhaus zur Hermann-Ehlers-Straße. Zweigeschossiger Putzbau von neun Achsen unter Mansardwalmdach. Mittiger Eingang. Zwei Zwerchhäuser und drei Gaupen im Wechsel. Sparsame Putzgliederung: geschossteilendes Gesims, Fensterrahmungen, zur Hermann-Ehlers-Straße im OG Brüstungsfelder und Ädikulen. Dort drei Achsen, Vorgarten und eiserne Einfriedung. Erbaut um 1900 vom Baugeschäft Freytag. | 37459423 | BW             |
| Cloppenburger Straße 3 53° 7′ 52″ N, 8° 13′ 20″ O     | Kriegerdenkmal        | Ehrenmal für die Gefallenen des I. Weltkrieges, ehemals im Garten des Offizierskasinos der Dragoner. Ziboriumsartige offene Pfeilerhalle aus Backstein auf quadratischem Grundriss, vier Arkadenbögen, an der Westseite Reliefs mit bekränztem Schwert und Soldatenköpfen, innen Kassettendecke. Urnensockel und an den Wänden neun Gedenktafeln. Um die Halle gärtnerisch und architektonisch gestaltete Anlage mit einigen alten Bäumen und Rhododendren, in den Ecken eingefasste Nischen, als Begrenzung Mauer aus Backstein, zur Straße mit Eisengittern und Eisentor. Errichtet 1921, Architekt Otto Katzmann. | 37420087 |                |
| Cloppenburger Straße 2 / 4 53° 7′ 53″ N, 8° 13′ 18″ O | Villa                 | Zweigeschossiger Putzbau von neun Achsen über Kellersockel unter Walmdach. Mittig Risalit von drei Achsen, darin mittig Eingang mit Freitreppe, unter Dreiecksgiebel mit Oculus. An beiden Seiten zurückgesetzte Vorbauten mit Eingängen, links eingeschossig, rechts zweigeschossig. Putzgliederung: vorstehende Platte über dem Sockel, Fenstersohlbänke, z. T. Fensterrahmungen, am Giebel und unter der Traufe Zahnschnitt mit Profil. Heute genutzt als Bürogebäude. Erbaut 1825 für den Kammerherrn Adam Barthold Ludwig von Lützow, Architekt Heinrich Carl Slevogt. | 37420044 | BW             |
| Cloppenburger Straße 9 53° 7′ 51″ N, 8° 13′ 20″ O     | Villa Rennenkampff    | Villa des Kammerherrn Alexander von Rennenkampff (von ihm als „Dom unter den sieben Eichen“ bezeichnet). Zweigeschossiger Putzbau von fünf Achsen unter Walmdach. In den Seitenteilen im EG je zwei rechteckige, im OG zwei zusammengezogene rundbogige Fenster, alle gerahmt und mit Brüstungsfeldern. Breitere Mittelachse als Mittelrisalit, davor Wintergarten mit Eisen-Glas-Front, im Obergeschoss großes Rundbogenfenster gerahmt von Säulen mit von Fialen begleitetem Rundbogen. Darüber drei Vierpassoculi. Giebel des Risalits als fünfteiliger Staffelgiebel mit Maßwerbrüstungen und Fialen als Abschluss. Seitenfronten mit drei Achsen. Rückseite stark vereinfacht, nur Rechteckfenster. Vor dem Haus - ursprünglich auch dahinter - ein parkartiger Garten mit Einfriedung, z. T. als Mauer, z. T. in Eisen. Erbaut 1824–1825, Architekt wohl Heinrich Christian Slevogt. Aufgestockt und umgebaut 1863, Architekt Ernst Klingenberg. Staffelgiebel 1979 rekonstruiert. | 37420066 |                |
| Cloppenburger Straße 17 53° 7′ 49″ N, 8° 13′ 19″ O    | Dreifaltigkeitskirche | Pfarrkirche von Osternburg. Saalkirche aus Backstein mit polygonalem Chorschluss und Westturm. Erbaut 1614–1616 auf Veranlassung Graf Anton Günthers, 1734 nach Westen verlängert und Turmanbau. Turm rechteckig unter Knickpyramidendach von 1927. Am Schiff breite Rundbogenfenster. Über dem Südeingang Relief mit Wappen Graf Anton Günthers. Innen bemalte Balkendecke mit szenischen Darstellungen, 1634 von J. Kirchring d. J. Altarwand, zugleich Brüstung der Ostempore, 1636, ebenfalls von J. Kirchring. Daran Gemälde: Salvator zwischen Kreuzigung und Auferstehung, links Verkündigung und Anbetung, rechts Taufe Christi und Himmelfahrt, an der Predella Abendmahl. An den Seiten Priechen. Kanzel, 1616. Taufstein, 1. Hälfte 17. Jh., der Messingaufsatz 1667. Epitaph von 1645, in der Mitte Kruzifix. | 37459445 | Weitere Bilder |
| Cloppenburger Straße 17 53° 7′ 49″ N, 8° 13′ 21″ O    | Friedhof              | Der wohl schon vor dem Bau der Dreifaltigkeitskirche von 1614 genutzte Friedhof entstand leicht erhöht auf einer Düne nördlich des Bauerndorfes Osternburg. Er wurde mit einer Backsteinmauer umgeben und ist durch einen schmalen Weg, der südlich um die Kirche führt mittig erschlossen. Eingänge sind westlich, hier der Hauptzugang, nördlich, traditionell für die Leichenbestattung genutzt und östlich, als alltäglicher Pflegezugang etabliert, zu finden. Zahlreiche Grabsteine und Grabanlagen, die ältesten aus dem 17.-18. Jahrhundert, zum Teil an der Kirche neu aufgestellt, sind erhalten. Südlich der Kirche Grabkeller, entstanden um 1710, später von der Familie Will genutzt, auf dem Deckel des Aufbaus Kruzifix, an den Stirnseiten Putten mit Wappenschilden. Die ursprüngliche Belegungsform einer Kopf- an Fußbestattung in enger Ausnutzung der Fläche kommt heute noch durch kleine Gräber und enge Erschließungswege zum Ausdruck. Nördlich der Kirche wurde eine Kriegsgräberstätte für Soldaten des Zweiten Weltkriegs im Sinne eines Ehrenmales eingerichtet. | 37459468 | BW             |

Nach oben

## D
Wegen der großen Anzahl der Baudenkmale werden einzelne Straßen in Teillisten aufgeführt.
- Damm
- Dobbenstraße
- Donnerschweer Straße

| Lage                                            | Bezeichnung                    | Beschreibung | ID       | Bild |
| ----------------------------------------------- | ------------------------------ | --- | -------- | ---- |
| Dedestraße 53° 8′ 2″ N, 8° 13′ 47″ O            | Jüdischer Friedhof Oldenburg   | 1814 konnte die Gemeinde mit Genehmigung der Behörden einen eigenen Friedhof südöstlich von Oldenburg in der Landgemeinde Osternburg einrichten. Der Begräbnisplatz, auf dem auch die Toten aus Zwischenahn, Elsfleth und Wardenburg ihre letzte Ruhestätte fanden, wurde 1862 von 850 m² auf die Größe von 2.259 m² erweitert. Vier Jahre später genehmigte die Regierung die Aufnahme einer Anleihe zum Bau einer Friedhofsmauer. Auf Anregung des Landrabbiners David Mannheimer entschied sich die Gemeinde Anfang der 1920er Jahre, eine Trauerhalle auf dem Friedhof zu errichten. (Schmid 2021, S. 48). 1945 verfügte die britische Militärregierung die Wiederherstellung des Friedhofs. (Schmid 2021, S. 81). Die Instandsetzung von 116 Grabmälern folgte 1962. (Schmid 2021, S. 120/121) Nach der Eröffnung des neuen jüdischen Friedhofs an der Sandkruger Straße im Jahr 2000 fanden auf dem alten Friedhof bis 2014 nur noch Bestattungen in den Familiengräbern statt. Das 2.209 m² große, fünfeckige Friedhofsareal mit altem Baumbestand liegt an der Dedestraße/Ecke Dragonerstraße und wird von einer Klinkermauer eingefasst. Der Zugang erfolgt über ein zweiflügliges Metalltor an der Dedestraße. Links und rechts des Mittelweges befinden sich fünf größere und zwei kleinere Gräberfelder. Aus der Zeit von ca. 1814 bis 1942 sind ca. 227 Grab- und Gedenksteine erhalten, die in Reihen angeordnet sind. Die Trauerhalle liegt im nordwestlichen Friedhofsbereich, die Kriegsgräberstätte mit dem Mahnmal wurde südlich davon angelegt. | 37465981 | BW   |
| Denkmalsweg 22 53° 5′ 37″ N, 8° 12′ 31″ O       | Wohn-/ Wirtschaftsgebäude      | Hallenhaus mit Außenwänden in Fachwerkbauweise mit Ziegelausfachung unter reetgedecktem Krüppelwalmdach. Grootdör mit Oberlicht, Eselrücken-Rahmung und Inschrift. „1801“ | 37420152 |      |
| Dragonerstraße 1 53° 8′ 8″ N, 8° 14′ 2″ O       | Wohn-/ Geschäftshaus           | Zweigeschossiges Eckgebäude unter Mansarddach mit je einem mittigen Zwerchgiebel an jeder Straßenfassade. Bis auf die Erdgeschosszone mit Klinkern verblendet. Neorenaissancedekor in Form von Dreiecks- und Segmentbogenverdachungen. 1901 errichtet. | 37461797 | BW   |
| Dragonerstraße 5 / 7 53° 8′ 7″ N, 8° 14′ 0″ O   | Arbeitersiedlung der Glashütte | Doppelhaus der ehem. Glashüttensiedlung, zwischen 1889 und 1891 errichtet. | 37452484 | BW   |
| Dragonerstraße 9 / 11 53° 8′ 6″ N, 8° 13′ 59″ O | Arbeitersiedlung der Glashütte | Doppelhaus der ehem. Glashüttensiedlung, zwischen 1889 und 1891 errichtet. | 37452508 | BW   |

Nach oben

## E
Wegen der großen Anzahl der Baudenkmale werden einzelne Straßen in Teillisten aufgeführt.
- Elisabethstraße

| Lage                                               | Bezeichnung               | Beschreibung | ID       | Bild |
| -------------------------------------------------- | ------------------------- | --- | -------- | ---- |
| Edewechter Landstraße 9 53° 7′ 59″ N, 8° 11′ 9″ O  | ehem. Shell-Tankstelle    | Tankstelle Typ 2D für die Deutsche Shell AG. Bestehend aus Verkaufspavillon, hinten rechteckig, vorne polygonal und fast komplett verglast mit vorne halbrundem Flachdach, und ausladendem Flugdach, ebenfalls vorne halbrund, auf zwei schlanken Eisenstützen, dazwischen ehemals die Zapfsäulen (Sockel erhalten). Anlage fast komplett erhalten, Pavillon mit Innenstützen, Fenstern und Fensterrahmen überkommen. Erbaut 1957. | 41425978 | BW   |
| Edewechter Landstraße 23 53° 7′ 56″ N, 8° 11′ 6″ O | Ansgarikirche             | Neugotische Backsteinkirche mit hohem Westturm, Langhaus mit großen Spitzbogenfenstern, Querhaus und rechteckigem Chor. Wandpfeilersaal, im Schiff und in der Vierung je ein großes achtteiliges Rippengewölbe, im Chorraum sechsteilig. Im Westen Orgelempore, in beiden Querarmen weitere Emporen. Erbaut 1900–1902, Architekt Karl Mohrmann. Umgebaut 1964–1966, dabei Maßwerkbekrönungen und Giebel außen sowie Innenausstattung (inklusive Emporen und Fußboden) entfernt, Äußeres ummantelt, neuer Turmhelm, Walmdächer auf den Querarmen. Um 1990 z. T. rückgängig gemacht u. a. Raumfassung rekonstruiert. | 37420272 | BW   |
| Edewechter Landstraße 23 53° 7′ 56″ N, 8° 11′ 5″ O | Pfarrhaus                 | Pfarrhaus der Ansgarikirche. Eineinhalbgeschossiger traufständiger Putzbau von sechs Achsen mit Drempel unter Krüppelwalmdach. Mittig zweigeschossiger Risalit von zwei Achsen mit Zwerchgiebel. Backsteingliederung: Lisenen, geschossteilende Friese, Fensterrahmungen, am Giebel Brüstungsfelder und Kleeblattbogenblende auf Konsolen. Auf der linken Seite zurückgesetzter eingeschossiger Anbau, traufständig unter Satteldach, und zur Straße eingeschossiger moderner Flachdachanbau. Erbaut um 1900. | 37420252 | BW   |
| Ehnernstraße 6 53° 9′ 3″ N, 8° 12′ 58″ O           | Heiliggeisttorschule      | Turnhalle der Heiliggeisttorschule. Eingeschossiger Saalbau aus Backstein (z. T. verputzt) mit Schopfwalmdach. Querbau an der Südseite niedrigerer eineinhalbgeschossiger Bau mit Drempel unter abgeschlepptem Schopfwalmdach, fünf Achsen mit mittlerem einachsigen Risalit von zwei Geschossen, mit Eingang unter Walmdach. Am Saal breite Segmentbogenfenster in Putzfeldern unter Segmentbogenblendarkaden. Eingang auf der Nordseite heute zugesetzt, mit Vordach als Schopfwalm. Am Querbau Drempel und am ganzen Bau die Giebel in Fachwerk ausgeführt, dekorativ mit zahlreichen Riegeln, Streben und Bändern, z. T als Andreaskreuze. Dächer über Giebeln überstehend und als Schwebegiebel gestaltet. Erbaut 1899, Architekten: Franz Noack, Weber. | 37420293 |      |
| Ehnernstraße 8 53° 9′ 6″ N, 8° 12′ 58″ O           | Heiliggeisttorschule      | Zwei- bis zweieinhalbgeschossiger Putzbau auf T-förmigem Grundriss über Kellersockel. Im Süden quergelagerter zweieinhalbgeschossiger Trakt unter Satteldach, mittig zweigeschossiger Risalit mit Portal und Zwerchgiebel, begleitet auf jeder Seite von drei meist blinden Achsen. Schmalseiten dreiachsig. Rückwärtig weiterer zweigeschossiger Trakt unter Walmdach und jüngerer Anbau unter Satteldach. Putzgliederung: geschossteilende Gesimse, Kantenquaderung, Fensterrahmungen, Portalrahmung mit Pilastern und Gebälk. Erbaut 1888–1889 als Volksknabenschule, Architekten: H. Ramien, Franz Noack. | 37420314 | BW   |
| Ehnernstraße 81 53° 9′ 22″ N, 8° 12′ 53″ O         | Wohnhaus                  | Eineinhalbgeschossiger giebelständiger Putzbau von vier Achsen mit Drempel unter Satteldach (Typus „Oldenburger Hundehütte“). Putzgliederung: horizontale Fugen, geschossteilendes Gesims, Fensterrahmungen, im OG Brüstungsfelder und z. T. Ädikulen. Originale Raumstruktur erhalten. Erbaut 1902, Architekt W. Wilkens. | 37461844 | BW   |
| Ellerholtweg 76 53° 11′ 0″ N, 8° 15′ 17″ O         | Wohn-/ Wirtschaftsgebäude | Niederdeutsches Hallenhaus unter reetgedecktem Krüppelwalmdach, 1797 errichtet. Außenmauern Mitte des 19. Jahrhunderts massiv erneuert. | 37464936 | BW   |
| Ellerholtweg 76 53° 10′ 59″ N, 8° 15′ 16″ O        | Kornbrennerei             | 1855 errichtetes Brennereigebäude in Ziegelbauweise mit freistehendem Schornstein. | 37476255 | BW   |
| Ellerholtweg 76 53° 7′ 56″ N, 8° 11′ 5″ O          | Gulfscheune               | Gulfscheune, um 1930 traufständig zur Straße errichtet. | 37476231 | BW   |
| Ellerholtweg 76 53° 11′ 0″ N, 8° 15′ 17″ O         | Rinderstall               | Stallgebäude in Ziegelbauweise, um 1950 an die Gulfscheune angebaut. | 37476207 | BW   |
| Elsflether Straße 53° 10′ 4″ N, 8° 18′ 3″ O        | Schöpfwerk                | Pumpenhaus der Doppelsielanlage Wulfsgraft. Kleiner eingeschossiger Backsteinbau auf quadratischem Grundriss unter Pyramidendach, an der Westseite integriert das Falltor für das westliche Siel. | 37466062 | BW   |
| Elsflether Straße 53° 10′ 3″ N, 8° 18′ 3″ O        | Siel                      | Sielanlage als Unterführung mehrerer Wasserläufe unter der Elsflether Straße: im Süden die Wulfsgraft, im Norden das Ipweger Tief und im Nordwesten der Geestrandgraben. Zwei unter dem Straßendamm in Nord-Süd-Richtung verlaufende Siele. Beide Siele auf der Südseite mit gemauerten Häuptern und zwei hölzernen Klapptoren, östliches Siel auf der Nordseite mit hölzernem Falltor an Eisengestänge. Bezeichnet „1846“ auf Sandsteintafel am Außenhaupt des westlichen Siels und „Erbaut im Jahre 1925 vom II. Deichband und der Wulfs-Sielacht“ auf Sandsteintafel am Außenhaupt des östlichen Siels. | 37465891 | BW   |
| Elsflether Straße 59 53° 10′ 7″ N, 8° 15′ 21″ O    | Wohn-/ Wirtschaftsgebäude | Flettdielenhaus in Zweiständerbauweise eines um die Mitte des 18. Jhs. gegründeten Köterhofs der Bauerschaft Kortendorf. Außenwände mit Ausnahme des Wirtschaftsgiebels in Backstein erneuert. Links nachträgliche Vorderkübbung. Schopfwalmdach mit Reetdeckung, linksseitig moderne Fledermausgaupe. Diele und Flett überbaut. Auf dem Grundstück markanter Baumbestand (alte Blutbuche). Wohl 18. Jh., Außenwände nach Mitte 19. Jh. | 37462123 |      |
| Elsflether Straße 63 53° 10′ 8″ N, 8° 15′ 22″ O    | Wohn-/ Wirtschaftsgebäude | Flettdielenhaus in Zweiständerbauweise, um die Mitte des 18. Jhs. gegründeter Köterhof der Bauerschaft Kortendorf. Außenwände in Backstein erneuert. Schopfwalmdach mit Reetdeckung. Am Wirtschaftsgiebel Jahreszahlen „1912“ und „1863“. Auf dem Grundstück markanter Baumbestand (alte Kastanien und Eichen). Im Kern vielleicht noch 18. Jh., Außenwände nach Mitte 19. Jh. (Umbauten 1863 und 1912). | 37462147 |      |
| Elsflether Straße 70 53° 10′ 8″ N, 8° 15′ 25″ O    | Wohn-/ Wirtschaftsgebäude | Ehemaliges Schulhaus, Flettdielenhaus, Außenwände bis auf den Wirtschaftsgiebel in Backstein erneuert. Am Wirtschaftsgiebel Fachwerk mit Dielentor und auf Knaggen auskragendem Dach. Am Wohngiebel vier große hochrechteckige Fenster. Schopfwalmdach mit Reetdeckung, zwei große Fledermausgaupen an der Südseite. Erbaut 1780 durch Zimmermeister Wöbken. | 37461223 | BW   |
| Elsflether Straße 70 53° 10′ 9″ N, 8° 15′ 26″ O    | Nebengebäude              | Kleines Fachwerkgebäude unter Satteldach, links vor dem Wirtschaftsgiebel des Haupthauses stehend (wohl ehem. Backhaus), bis vor einigen Jahren noch in Reetdeckung. | 37461338 | BW   |
| Elsflether Straße 208 53° 10′ 9″ N, 8° 16′ 14″ O   | Wohn-/ Wirtschaftsgebäude | | 37461153 | BW   |
| Elsflether Straße 208 53° 10′ 9″ N, 8° 16′ 16″ O   | Scheune                   | Heute Wohngebäude | 37461268 | BW   |
| Etzhorner Weg 8 53° 10′ 14″ N, 8° 13′ 48″ O        | Kriegerdenkmal            | gestaltete Anlage mit Adler auf Postament. 1905 zu Ehren der Gefallenen im Deutsch-Französischen Krieg errichtet. | 37418871 |      |
| Etzhorner Weg 148 53° 10′ 43″ N, 8° 14′ 17″ O      | Wohn-/ Wirtschaftsgebäude | Flettdielenhaus mit beidseitigen Vorderkübbungen unter abgeschlepptem Walmdach in Reetdeckung. Im Kern 18. Jahrhundert, Innengerüst nur teilweise erhalten. | 37461131 | BW   |
| Etzhorner Weg 148 53° 10′ 44″ N, 8° 14′ 17″ O      | Nebengebäude              | Holzverschalter Bau unter giebelständigem Satteldach. Konstruktion mit eingehälsten Ankerbalken. | 37461246 | BW   |
| Etzhorner Weg 209 53° 10′ 58″ N, 8° 14′ 24″ O      | Wohn-/ Wirtschaftsgebäude | Ursprüngliches Wohn-/Wirtschaftsgebäude um 1830 errichtet. 1921/22 zu einem reinen Wohnhaus umgebaut dabei den Wirtschaftsteil mit Kübbungen abgebrochen und durch Ziegelbau unter einheitlichen reetgedeckten Walmdach ersetzt. An der Westseite zweigeschossiger Anbau mit Satteldach und in Zierverband gemauertem Giebeldreieck. | 37418764 | BW   |

nach oben

## F
| Lage                                       | Bezeichnung                        | Beschreibung | ID       | Bild |
| ------------------------------------------ | ---------------------------------- | --- | -------- | ---- |
| Feldkamp 11 53° 9′ 11″ N, 8° 14′ 46″ O     | Wohn-/ Wirtschaftsgebäude          | Flettdielenhaus unter Krüppelwalmdach, im Kern 18. Jahrhundert. Umfassungswände massiv erneuert, Wirtschaftsgiebel 1928 vorgemauert. | 37418783 | BW   |
| Friedensplatz 53° 8′ 29″ N, 8° 12′ 25″ O   | Friedenskirche (Methodistenkirche) | Neogotischer Saalbau in Ziegelbauweise unter Satteldach mit Dachreiter im Osten. Gliederung durch schmale Strebepfeiler. Schaufassade im Osten mit Betonung der Mittelachse durch Krüppelwalmvordach über dem Eingang und Treppengiebel. Im Inneren zweigeschossig, Kirchenraum im Obergeschoss mit Tonnendecke aus Holz mit Subkonstruktionen. 1894 auf der Nordwestseite des Friedensplatzes für die Methodistengemeinde nach Entwurf von Carl Friedrich Spieske errichtet. | 37418804 |      |
| Friedensplatz 53° 8′ 29″ N, 8° 12′ 27″ O   | Gedenksäule                        | Ein 1878 nach Entwurf von Baurat Jansen errichtetes Denkmal für die Gefallenen des Deutsch-Französischen Krieges 1870/71. 6,5 m hohe Säule aus schwedischem Granit, ursprünglich bekrönt mit einer Viktoria. | 37418826 |      |
| Friedhofsweg 75 53° 9′ 21″ N, 8° 11′ 58″ O | Auferstehungskirche                | 1929-1931 als Gemeindekirche und Friedhofskapelle nach Plänen von Carl Mühlenpfordt (Braunschweig) in Nord-Südausrichtung errichtet. Backsteinbau unter Satteldach mit Glockenturm sowie Aussegnungsraum und Aufbewahrungsräume an der Nord- und Westseite des Turmes (hohes Walmdach). Kirchenschiff mit doppelreihigen Betonstützen, die das Dachwerk, doppeltliegender Stuhl mit Hängewerk, tragen. | 37462191 | BW   |
| Friedhofsweg 75 53° 9′ 21″ N, 8° 11′ 55″ O | Friedhof                           | Der „Neue Friedhof“ liegt heute im nordwestlichen Stadtgebiet Oldenburgs, entstand jedoch zu Beginn der 1870er Jahre abseits geschlossener städtischer Wohnbebauung im Umfeld eines ehemaligen Pestfriedhofs.1874 erfolgte die erste Bestattung auf der von einem orthogonalen Wegesystem in der Fläche gegliederten und durch Lindenalleen räumlich strukturierten Anlage. In der Grunddisposition weist der Friedhof eine leicht verschobene Ostwestausrichtung auf. Breite Längs- und Querwege bilden Grabfelder, die ihrerseits von schmaleren Wegen erschlossen werden. Die ursprüngliche großzügig bemessene Kopf-an-Kopf-Belegung ist überkommen und visuell gut nachvollziehbar. Die insgesamt einfach und offen ausgestaltete Anlage weist heute noch Sandwege auf und wird von einem originalen Baumbestand geprägt. Die Topographie lässt gut die Form der hier für die Anlage genutzten natürlichen Düne erkennen. Der so genannte „Neue Friedhof“ erfuhr im Verlauf der Zeit Ergänzungen und Veränderungen. Nach dem Ersten und Zweiten Weltkrieg entstanden Kriegsgräberstätten und Ehrenmale für die Opfer von Krieg und Gewaltherrschaft auf dem „Neuen Friedhof“. Es handelt sich dabei um große repräsentativ gestaltete aber auch kleinere einfache Grabfelder mit schlichten Grabdenkmalen. Es wurde nach Nationalitäten aber auch Religionszugehörigkeiten getrennt bestattet. Dazu zählt auch ein Gräberfeld am südwestlichen Rand des alten Friedhofsbereiches, das auf 52 Umbettungen des Jahres 1941 vom Friedhof des Pflegeheims Kloster Blankenburg zurückzuführen ist, wo zahlreiche Bewohner Opfer des nationalsozialistischen Patientenmordes geworden waren. | 37475427 | BW   |

nach oben

## G
Wegen der großen Anzahl der Baudenkmale werden einzelne Straßen in Teillisten aufgeführt.
- Gartenstraße
- Gaststraße
- Gerichtsstraße
- Gottorpstraße

| Lage                                                   | Bezeichnung                                       | Beschreibung | ID       | Bild |
| ------------------------------------------------------ | ------------------------------------------------- | --- | -------- | ---- |
| Gartentorstraße 30 53° 7′ 48″ N, 8° 12′ 3″ O           | Gartenhaus Bernhard Winter                        | Auf dem Grundstück des Wohnhauses Gartentorstraße 30 (1936, Bauherr Fritz Janßen) stehender kleiner Holzbau unter Satteldach mit Schopfwalm, wohl 20er Jahre (ehem. Atelier des Malers B. Winter?) | 37462784 | BW   |
| Georgstraße 1 53° 8′ 34″ N, 8° 12′ 34″ O               | Wallschule/Peterschule                            | 1884/85 nach Entwürfen von Gerhard Schnitger errichtetes Schulgebäude. Zweigeschossiger, verputzter Massivbau unter flachem, vorkragendem Walmdach. Die Hauptfassade von 9 Achsen mit Rundbogenfenstern. Fugenschnitt im EG und an den Ecklisenen. Die mittleren 3 Achsen durch einen Risalit mit Dreiecksgiebel betont. Rundbogenportal in einem Vorbau, ebenfalls mit Dreiecksgiebel. An den fünfachsige Schmalseiten ebenfalls Mittelrisalite mit Dreiecksgiebeln.                                                                         | 37462784 |      |
| Georgstraße 1 53° 8′ 35″ N, 8° 12′ 33″ O               | Wallschule/Peterschule                            | Eingeschossiger, verputzter Massivbau unter Satteldach. Gliederung durch Lisenenpaare, Traufseiten jeweils mit sechs Stichbogenfenstern. | 37462830 | BW   |
| Georgstraße 2 53° 8′ 34″ N, 8° 12′ 37″ O               | Villa                                             | 1852 von und für Architekt Hero Diedrich Hillerns errichtete Villa auf einem großen Gartengrundstück am alten Festungsgraben, ab 1894 kath. Pfarrhaus. Eingeschossiger, verputzter Massivbau mit hohem rustizierten Sockelgeschoss über quadratischem Grundriss unter flachem, vorkragendem Pyramidendach. Eingang an der Nordfassade, alle Fassaden gleichwertig mit umlaufendem Gesims und profilierten Fensterrahmungen gestaltet. | 37462853 |      |
| Georgstraße 4 53° 8′ 35″ N, 8° 12′ 36″ O               | Vorderhaus (Krankenpflegeschule)                  | Zweigeschossiger, verputzter Massivbau unter Walmdach. Fünfachsige Fassade mit horizontalen Putzfugen. Im Erdgeschoss Rechteckfenster, im OG Rundbogenfenster mit Verdachungen. Ursprünglich Eingang in der Mittelachse, nun zugesetzt, darüber im OG Blendfenster mit Dreiecksgiebel. Kleine Attikazone mit liegenden Rechteckfenstern, dazwischen Feston, darüber rauskragendes Dachgesims auf Konsolen. 1877 von F.W. Logemann errichtet.                                                                                                  | 37462876 | BW   |
| Georgstraße 4 53° 8′ 35″ N, 8° 12′ 38″ O               | Katholische Volksschule                           | Schmaler, langgestreckter Putzbau von vierzehn Achsen unter Satteldach. Die symmetrisch angelegte Fassade besitzt im Obergeschosse eine Pilastergliederung und eine konsolgeschmückte Attika, auf das Kranzgesims ruht. In der 5. und 10. Achse ein Risalit mit Segmentbogengiebel. Hier die Eingänge mit Dreiecksgiebeln, große Treppenhausfenster, darüber Lünettenfenster mit stark profilierten Sohlbankgesims. 1894 als katholische Volksschule nach Entwürfen von H. Diesener errichtet, heute Krankenpflegerschule des Pius-Hospitals. | 37462990 | BW   |
| Georgstraße 23 53° 8′ 40″ N, 8° 12′ 39″ O              | Wohnhaus                                          | Zweigeschossiger, verputzter Massivbau mit hohem Sockelgeschoss unter Krüppelwalmdach, Putzquaderung und umlaufende Gesimse an den beiden Fassaden. Die giebelständige Fassade zur Grünen Straße vierachsig ausgebildet, Fenster im OG mit Dreiecksverdachungen. Dreiachsige Fassade zur Georgstraße mit Eingang in flachem Mittelrisalit, der von Dreiecksgiebel betont wird. Traufgesims auf Konsolen ruhend. 1875/76 nach Entwürfen von Johann Wempe errichtet.                                                                            | 37462901 | BW   |
| Georgstraße 24 53° 8′ 39″ N, 8° 12′ 40″ O              | Wohn-/ Geschäftshaus                              | Zweigeschossiger, ziegelsichtiger Gebäude unter Mansarddach an exponierter Ecklage. Betonung durch eckturmartigen Dachausbau in Form eines hohen Mansarddachs mit stuckgerahmten Fenster und Dreiecksgiebel. Traufgesimse als Konsolfries ausgebildet. Im EG nachträglicher Ladeneinbau. Errichtet um 1855, 1905 umgebaut | 37462923 | BW   |
| Georg-Elser-Straße 1 53° 9′ 24″ N, 8° 14′ 4″ O         | Unterkunftsgebäude (Kaserne Donnerschwee, Nr. 15) | Südwestlicher ehemaliger Unterkunftsbau. Dreigeschossiger winkelförmiger Backsteinbau unter Satteldach. Giebel als Treppengiebel ausgebildet. Kanten im Wechsel gequadert, Eingänge mit Rustikarahmung. Raumstruktur, Flurtüren und Bodenbeläge der Flure original erhalten. Erbaut 1934–1936, ab 2015 Umbau zu Wohnungen, dabei eiserne Balkone angebaut und Dachgaupen aufgesetzt. | 42782217 | BW   |
| Georg-Elser-Straße 3 53° 9′ 29″ N, 8° 14′ 3″ O         | Unterkunftsgebäude (Kaserne Donnerschwee, Nr. 14) | Nordwestlicher ehemaliger Unterkunftsbau. Dreigeschossiger winkelförmiger Backsteinbau unter Satteldach. Giebel als Treppengiebel ausgebildet. Kanten im Wechsel gequadert, Eingänge mit Rustikarahmung. Raumstruktur, Flurtüren und Bodenbeläge der Flure original erhalten. Erbaut 1934–1936, ab 2015 Umbau zu Wohnungen, dabei eiserne Balkone angebaut und Dachgaupen aufgesetzt. | 41582032 | BW   |
| Gertrudenstraße 25 53° 9′ 2″ N, 8° 12′ 33″ O           | Röwekampschule                                    | 1899/1900 als Stadtknabenschule von F. Noack als Dreiflügelanlage auf einem baumbestandenen Schulhof errichtet. Zweigeschossiger Ziegelbau über u-förmigem Grundriss unter Sattel- und Krüppelwalmdächern. An Nordseite Eingang in einem ziergiebelbekrönten Mittelrisalit. Ostseite achtachsig, die beiden mittleren Achsen vorgezogen mit Krüppelwalmdach überfangen (analog zu den Eckrisaliten der Hauptfassade). Schulhofmauer. | 37420740 | BW   |
| Grashornweg 11 53° 10′ 9″ N, 8° 14′ 54″ O              | Wohn-/ Wirtschaftsgebäude                         | Flettdielenhaus mit Vorkübbungen unter reetgedecktem Walmdach. Bis auf den Giebel Umfassungsmauern massiv erneuert. | 37461200 | BW   |
| Grashornweg 11 53° 10′ 9″ N, 8° 14′ 55″ O              | Scheune                                           | Querdurchfahrtsscheune unter ziegelgedecktem Walmdach. | 37461315 | BW   |
| Groß-Bornhorster-Straße 69 53° 10′ 27″ N, 8° 15′ 39″ O | Scheune                                           | Querdielenscheune Mitte des 19. Jahrhunderts in Fachwerkbauweise (Ziegelausfachung bzw. im oberen Teil verbrettert) unter reetgedecktem Walmdach. | 37461292 | BW   |
| Grüne Straße 20 53° 8′ 40″ N, 8° 12′ 38″ O             | Wohnhaus                                          | Eingeschossiger, giebelständiger Putzbau auf hohem Sockelgeschoss unter Satteldach mit umlaufenden Gurtgesims. Vierachsige Fassade mit Fugenschnitt, Fenster durch gerade Verdachungen betont. 1875 errichtet. | 37462945 | BW   |
| Grüne Straße 24 53° 8′ 40″ N, 8° 12′ 37″ O             | Wohnhaus                                          | Zweigeschossiger, verputzter Massivbau unter traufständigem Krüppelwalmdach. 1838 errichtet, 1892 Säulenportikus mit Austritt vor die drei mittleren (von sieben) Fensterachsen vorgesetzt. Diese Achsen durch Pilastergliederung und zweiachsigem Zwerchhaus mit Dreiecksgiebel betont. Rückwärtig zweigeschossiger Anbau von 1901. | 37462967 |      |

nach oben

## H
Wegen der großen Anzahl der Baudenkmale werden einzelne Straßen in Teillisten aufgeführt.
- Haareneschstraße
- Haarenstraße
- Haarenufer
- Hauptstraße
- Hindenburgstraße
- Hochhauser Straße
- Humboldtstraße
- Huntestraße

| Lage                                               | Bezeichnung                 | Beschreibung | ID       | Bild |
| -------------------------------------------------- | --------------------------- | --- | -------- | ---- |
| Harlingerstraße 16 / 18 53° 9′ 35″ N, 8° 12′ 53″ O | Christuskirche              | Kirchenkomplex bestehend aus Kirche, Pfarrhaus und Gemeindesaal über u-förmigem Grundriss unter Satteldächern. Saalkirche in Klinkermauerwerk mit polygonalem Chorabschluss im Süden und Dachreiter, erbaut 1953 (Arch.: Eilers und Sandfort, OL). Innenraum Tonnengewölbe aus Brasilkiefer. Führer-Orgel v. 1959. Westlich anschließen eingeschossiges Gemeindehaus, als Verbinder zwischen Kirche und Pfarrhaus. Pfarrhaus unter hohem Satteldach. | 42785815 | BW   |
| Hartenscher Damm 79 53° 8′ 49″ N, 8° 9′ 53″ O      | Wohnhaus                    | 1970 von Reinhard Fritsch errichteter Flachdachbungalow | 37450536 | BW   |
| Hartenscher Damm 81 53° 8′ 48″ N, 8° 9′ 55″ O      | Wohnhaus                    | 1971 von Reinhard Fritsch errichteter Bungalow mit Flachdach. Erweiterung 1976. | 37450562 | BW   |
| Hartenscher Damm 83 53° 8′ 49″ N, 8° 9′ 55″ O      | Wohnhaus                    | 1971 von Reinhard Fritsch entworfen, 1999 aufgestockt. | 37450588 | BW   |
| Hartenscher Damm 85 53° 8′ 50″ N, 8° 9′ 55″ O      | Wohnhaus                    | 1969 von Rainer Herrmann errichteter Flachdachbungalow. | 49195451 | BW   |
| Hartenscher Damm 87 53° 8′ 50″ N, 8° 9′ 54″ O      | Wohnhaus                    | Flachdachbungalow über unregelmäßigem Grundriss. 1971 von Reinhard Fritsch errichtet, 1975/76 Penthouse. | 37450614 | BW   |
| Haselriege 38 53° 10′ 50″ N, 8° 14′ 13″ O          | Wohn-/ Wirtschaftsgebäude   | Von Nordwest nach Südost ausgerichtetes Hallenhaus, Außenwände in Backstein unter Schopfwalmdach in Reetdeckung. Zum Hof große korbbogige Toreinfahrt. Im Kern vielleicht noch Ende 17. Jh. (Hofstelle 1692 angesetzt), Verlängerung um zwei Ständer nach Südosten, Anbau nach Südwesten an den Wohntrakt und massive Außenmauern 1910. | 37427265 | BW   |
| Haselriege 38 53° 10′ 49″ N, 8° 14′ 14″ O          | Stall                       | Stalltrakt der Hofanlage, links an den Hofgiebel des Wohn-/Wirtschaftsgebäudes angebaut. Eingeschossiger Backsteinbau auf winkelförmigem Grundriss unter Walmdach, auf der Nordostseite zum Hof zwei große Tore. Erbaut wohl in der 2. H. des 19. oder im frühen 20. Jh., 1991 erneuert. | 37427909 | BW   |
| Haselriege 41 53° 10′ 52″ N, 8° 14′ 14″ O          | Wohn-/ Wirtschaftsgebäude   | Hallenhaus, Backsteinbau unter Schopfwalmdach in Reetdeckung. Inschriftlich am Dielentor datiert: „1860“, zu dieser Zeit wohl Außenwände massiv ersetzt, Innengerüst älter: Dielengerüst in Unterrähmkonstruktion (Hof 1689 angesetzt). Wohnteil in geringerer Breite und Höhe nachträglich nach Norden verlängert, wohl unter Verwendung von Ständern des Vorgängers. Rechts Stallanbau. | 37430999 | BW   |
| Haselriege 41 53° 10′ 52″ N, 8° 14′ 14″ O          | Scheune                     | Querdurchfahrtsscheune. Links vom Haupthaus stehender und mit diesem firstparalleler Fachwerkbau mit eingehälsten Ankerbalken und Backsteinausfachung unter Satteldach in Wellblechdeckung. | 44376627 | BW   |
| Haselriege 41 53° 10′ 52″ N, 8° 14′ 13″ O          | Garten                      | Großes Gartengrundstück mit altem Baumbestand (Kastanien). | 44376590 | BW   |
| Haselriege 47 53° 10′ 52″ N, 8° 14′ 19″ O          | Wohn-/ Wirtschaftsgebäude   | Zweiständer-Hallenhaus. Backsteinbau mit korbbogiger Toreinfahrt unter Schopfwalmdach in Welleternit. Im Kern womöglich spätes 17. Jh. (Hofstelle 1689 angesetzt), 1899 (Datierung am Dielentor) massiv ummantelt. | 37427219 | BW   |
| Haselriege 47 53° 10′ 51″ N, 8° 14′ 18″ O          | Schuppen                    | Fachwerkschuppen als Wandständerbau mit durchgezapften Ankerbalken mit westlich abgeschlepptem Walmdach in Pfannendeckung. Südlich kleiner hölzerner Stallanbau unter Pultdach in Welleternitdeckung. | 37427862 | BW   |
| Heiligengeiststraße 26 53° 8′ 40″ N, 8° 12′ 46″ O  | Wohn-/ Geschäftshaus        | Zweieinhalbgeschossiger Putzbau von neun Achsen mit Drempel unter Walmdach (Seitenteile unter Flachdächern). Fünfachsiger Mittelrisalit begleitet von zweigeschossigen, zweiachsigen Seitentrakte (bei Umbau hinzugefügt). Im EG mittiger Eingang und modern veränderter Ladeneinbau. Putzgliederung: geschossteilende Gesimse, Fensterrahmungen, Balusterbrüstungen und Ädikulen, in den Seitenteilen Pilaster und verkröpftes Gebälk, im Mittelteil Reliefs zwischen den Drempelfenstern und Traufgesims mit Konsolfries. Erbaut 1814, 1879 umgebaut, Architekt: Heinrich Christian Früstück. | 37421067 | BW   |
| Heiligengeiststraße 31 53° 8′ 38″ N, 8° 12′ 46″ O  | Wohn-/ Geschäftshaus        | Dreigeschossiger Putzbau von vier Achsen unter Walmdach (zusammen mit Nr. 32). Im Erdgeschoss Eingang rechts von der Mitte und modern veränderte Ladeneinbauten. Putzgliederung: geschossteilende Gesimse, Fensterrahmungen, im 2. OG Pilaster, in den mittleren zwei Achsen Konsolen, Pilaster und Gebälke, im 1. OG mit Festonfries. Erbaut um 1870. | 37421088 |      |
| Heiligengeiststraße 32 53° 8′ 37″ N, 8° 12′ 46″ O  | Wohn-/ Geschäftshaus        | Eckhaus zur Grünen Straße auf spitz zulaufendem Grundstück. Dreigeschossiger Putzbau von fünf Achsen unter Walmdach (zusammen mit Nr. 31) mit linksseitigem zweigeschossigen Eckbau unter Flachdach. Im EG Eingang rechts von der Mitte und modern veränderte Ladeneinbauten. Mittig flacher dreiachsiger Risalit. Putzgliederung: gequaderte Kanten, geschossteilende Gesimse, Fensterrahmungen, Blendarkatur auf Säulen am Risalit im 1. OG, Kranzgesims. Erbaut 1869. | 37421108 | BW   |
| Heiligengeistwall 1 53° 8′ 35″ N, 8° 12′ 46″ O     | Wohn-/ Geschäftshaus        | Zweigeschossiger Putzbau von fünf Achsen unter Walmdach. Erdgeschoss mit modern verändertem Ladeneinbau. Im Obergeschoss Putzgliederung: halbkreisförmige Fensterstürze, Pilaster (an den Rändern gekuppelt) und abschließendes Gebälk, mittig mit flachem Segmentbogen nach oben ausgezogen, darin Kartusche. Erbaut 1891 als Anbau des Hauses Lange Str. 90, 1908 Erdgeschossfenster eingebaut, 1923 Umbau zum heutigen Erscheinungsbild, Architekt: E. Bruns | 37431132 | BW   |
| Heiligengeistwall 2 53° 8′ 34″ N, 8° 12′ 45″ O     | Wohn-/ Geschäftshaus        | Dreigeschossiger Putzbau von vier Achsen unter Mansardhalbwalmdach. Mittig geschweifter Zwerchgiebel, seitlich Rundgiebelgaupen. Erdgeschoss mit korbbogigen Schaufensteröffnungen und Werksteinverblendung. Obergeschosse mit zu zweit gruppierten Fenstern und Putzgliederung: Kolossalpilaster und Kranzgesims, im 1. Obergeschoss korbbogige Fensterbekrönungen. Erbaut 1924, Architekt: E. Bruns. | 37431154 | BW   |
| Heiligengeistwall 2 53° 8′ 34″ N, 8° 12′ 44″ O     | Wallkino                    | Zwei- bis dreigeschossiger Putzbau von fünf Achsen. Eingangstrakt zum Heiligengeistwall unter Mansardhalbwalmdach, rückwärtiger Trakt mit Saal (durchgehend bis zur Wallstraße) unter Walmdach. Zum Heiligengeistwall seitlich hohes Obergeschoss und mittig viergeschossiger Risalit von drei Achsen, mit zwerchhausartig nach oben ins Dach hochgezogenem Mezzanin, im Erdgeschoss breiter Eingang unter Vordach, in den Obergeschossen tiefe Pilaster in der Art von Kolossalsäulen, ein hohes Karniesgesims und einen breiten Segmentgiebel tragend. Seitlich Rundgiebelgaupen mit Oculi. Putzgliederung: Fensterrahmungen, geschossteilendes Gesims über dem Erdgeschoss und Brüstungsgesims im 1. Obergeschoss, Traufgesims, Karniesprofil und Konsolfries um den Giebel, Lisenrahmung und bekrönende Voluten in der Art von ionischen Kapitellen über den Fenstern im 1. Obergeschoss des Risalits. Innen Vestibül mit Treppen und ehemals großer Saal mit Empore und Logen, später mit Zwischendecke in zwei Kinosäle unterteilt. Große Teile der Innenausstattung erhalten. Erbaut 1914, Umbauten 1932 (Erdgeschoss, Eingang und Vestibül), 1970 (Teilung in zwei Säle, Fassadenverkleidung) und 1997 (Rückbau der Fassadenverkleidung). Bis 2007 als Kino genutzt, seitdem Leerstand. | 41575010 |      |
| Heiligengeistwall 8 53° 8′ 34″ N, 8° 12′ 42″ O     | Wohn-/ Geschäftshaus        | Dreigeschossiger Putzbau von vier Achsen unter Mansarddach in gleicher Gestaltung wie Nr. 9. Erdgeschoss mit modern veränderten Ladeneinbauten. Mittig Zwerchgiebel, seitlich Walmgaupe. Putzgliederung: geschossteilende Gesimse, Fensterrahmungen, Reliefs über den jeweils zu zwei gruppierten Fenstern des 1. OG, Kranzgesims mit Konsolfries. Erbaut 1904 durch Maurermeister August Oetken. | 37431178 | BW   |
| Heiligengeistwall 9 53° 8′ 33″ N, 8° 12′ 41″ O     | Wohn-/ Geschäftshaus        | Eckhaus zur Mottenstraße. Dreigeschossiger Putzbau von vier Achsen unter Mansarddach. Im Erdgeschoss abgeschrägte Ecke und darüber turmartiger über Eck gestellter Erker, mit einem dritten Geschoss ins Dach ragend. Walmgaupe. Im Erdgeschoss links Eingang, daneben Ladeneinbauten. Putzgliederung: geschossteilende Gesimse, Pilaster am Eingang Fensterrahmungen, Reliefs über den jeweils zu zwei gruppierten Fenstern des 1. Obergeschosses, Kranzgesims mit Konsolfries. Rechts an der Mottenstraße vereinfacht. Erbaut 1904 durch Maurermeister August Oetken. | 37431200 | BW   |
| Herbartgang 53° 8′ 32″ N, 8° 12′ 48″ O             | Einkaufspassage Herbartgang | Offene Einkaufspassage, teilweise in zwei Ebenen, als Verbindung zwischen Lange Straße und Mottenstraße / Waffenplatz nach Plänen der Architekten Hans Latta & Hans Joachim Hölscher in vier Bauabschnitten in den Jahren 1961 bis 1973 realisiert. Eingangsbau zur Langen Straße dreigeschossig und vierachsig mit skulptural gestaltetem Flugdach im Erdgeschoss. Die Ladenpassage, die sich gegenüber dem älteren denkmalgeschützten Gebäude Herbartgang 4+6 befindet, besteht aus mehreren bodentief verglasten Geschäften im Erdgeschoss und einem darüber gelagerten Baukörper mit Waschbetonverkleidung und einzeln gesetzten aus der Fassade hervortretenden quadratischen Fensteröffnungen. Es wird ein Innenhof um ein zweigeschossiges Gebäude mit Dachterrasse und großem Betonflachrelief gebildet. Im weiteren westlichen Verlauf wechseln sich Beton, Waschbeton und Klinker mit rahmenlosen, bodentiefen Fassadeneinschnitten ab und bilden so den Abschluss der Passage. Der abschließende Baukörper des Hotels wurde von 2002 bis 2004 umgestaltet, er ist nicht mehr Bestandteil der ausgewiesenen Passage. | 45833790 | BW   |
| Herbartgang 4 + 6 53° 8′ 32″ N, 8° 12′ 46″ O       | Wohnhaus                    | Hinterhäuser des Hauses Lange Straße 83. Schmalerer zweigeschossiger Zwischenbau aus Backstein, 1978 verkürzt, mit Gewölbekeller, und breiteres giebelständiges Hinterhaus, zweigeschossig unter Schopfwalmdach, Fachwerk mit Erdgeschoss aus Backstein (1961 zur Gaststätte umgebaut). Rokokotür vom benachbarten, abgebrochenen Hinterhaus Lange Straße 82. Erbaut wohl im 17. Jh. | 37421128 | BW   |
| Hermannstraße 68 53° 8′ 7″ N, 8° 13′ 35″ O         | Wohnhaus                    | Eingeschossiger, traufständiger Putzbau unter Satteldach. Siebenachsige Fassade mit dreiachsigem Zwerchhaus unter giebelständigem Satteldach. Betonung der mittleren Achse durch Dreiecksgiebel als Verdachung des mittleren Fensters. Vorgarten und Einfriedung in Form eines Eisenzaunes. | 42022241 | BW   |
| Holtzingerstraße 4 53° 8′ 37″ N, 8° 12′ 0″ O       | Wohnhaus                    | Eingeschossiger verputzter Massivbau unter Mansarddach. Vierachsige Fassade mit Pilastergliederung. Mittig Dachhaus mit Dreiecksgiebel. 1927 von Johann Husmann errichtet. | 37421198 | BW   |
| Holzweg 1 53° 8′ 11″ N, 8° 12′ 24″ O               | Wohnhaus                    | Eingeschossiger, verputzter Massivbau. Baukörper stark gegliedert mit unterschiedlichen Dachformen. Nordostecke Turm mit Glockenhaube. Zierfachwerk an den Giebeln, am OG des Turmes und unterhalb der Traufe. Vorgarten. Anfang des 20. Jahrhunderts errichtet. | 37460128 | BW   |

nach oben

## I
| Lage                                             | Bezeichnung                             | Beschreibung | ID       | Bild |
| ------------------------------------------------ | --------------------------------------- | --- | -------- | ---- |
| Industriestraße 1 53° 8′ 57″ N, 8° 11′ 58″ O     | Einfriedungsmauer                       | | 39819995 | BW   |
| Industriestraße 1e 53° 9′ 0″ N, 8° 11′ 56″ O     | ehem. Fleischwarenfabrik Bölts (FLEIWA) | Ehemaliges Umkleide-/Duschgebäude der Fleischwarenfabrik Bölts (FLEIWA). Heute Bauverwaltung. | 37434177 | BW   |
| Industriestraße 1f 53° 8′ 57″ N, 8° 11′ 57″ O    | ehem. Fleischwarenfabrik Bölts (FLEIWA) | Ehemaliges Büro-/Kontorgebäude der Fleischwarenfabrik Bölts (FLEIWA). | 37434152 | BW   |
| Industriestraße 1g 53° 8′ 58″ N, 8° 11′ 57″ O    | ehem. Fleischwarenfabrik Bölts (FLEIWA) | Ehemaliges Laborgebäude der Fleischwarenfabrik Bölts (FLEIWA). | 37451260 | BW   |
| Innsbrucker Straße 18 53° 7′ 33″ N, 8° 12′ 27″ O | Haus Niesmann                           | Friedrich Wietfeld und Adolf Niesmann waren Mitglieder der avantgardistischen „Vereinigung für junge Kunst“, die von 1922 bis zu ihrer Auflösung durch die Machtübernahme der Nationalsozialisten 1933 bestand. Durch ihre Mitgliedschaft partizipierten beide an einem umfassenden Netzwerk von Architekten, Künstlern, Galerien und Vereinen. Dies ermöglichte ihnen den direkten Kontakt zu einigen bedeutenden Vorreitern der modernen Architektur – Vertretern des Dessauer Bauhauses. Vorträge des Bauhaus-Direktors Walter Gropius, wie die „Neue Baukunst“ (1928) und Ausstellungen, wie „Die billige Wohnung“ (1931) sind als prägende, nennenswerte Erfolge aufzuführen, welche die „Vereinigung für Junge Kunst“ an ihren Wirkungsort Oldenburg und somit auch in das Bewusstsein der Protagonisten brachte. | 37424798 | BW   |

nach oben

## J
Wegen der großen Anzahl der Baudenkmale werden einzelne Straßen in Teillisten aufgeführt.
- Jahnstraße

| Lage                                         | Bezeichnung  | Beschreibung | ID       | Bild |
| -------------------------------------------- | ------------ | --- | -------- | ---- |
| Jakobistraße 13 53° 8′ 52″ N, 8° 12′ 39″ O   | Wohnhaus     | Giebelständiger eineinhalbgeschossiger Putzbau von vier Achsen mit Drempel unter Satteldach (Typus „Oldenburger Hundehütte“). Eingang auf der linken Seite. Putzgliederung: geschossteilendes Gesims, Fensterrahmungen. Erbaut 1895–1896, Architekt: F. Meyer & Co. | 37434253 |      |
| Jakobistraße 15 53° 8′ 52″ N, 8° 12′ 39″ O   | Wohnhaus     | Giebelständiger eineinhalbgeschossiger Putzbau von fünf Achsen (im Giebel vier) mit Drempel unter Satteldach (Typus „Oldenburger Hundehütte“). Eingang auf der rechten Seite. Putzgliederung: geschossteilendes Gesims, Fensterrahmungen. Erbaut 1867–1868, Architekt: Heinrich Christian Anton Früstück. | 37434275 |      |
| Jakobistraße 17 53° 8′ 53″ N, 8° 12′ 40″ O   | Wohnhaus     | Giebelständiger eineinhalbgeschossiger Putzbau von vier Achsen über Sockelgeschoss mit Drempel unter Satteldach (Typus „Oldenburger Hundehütte“). Eingang auf der rechten Seite. Putzgliederung: geschossteilende Gesimse, Fensterrahmungen, im Erdgeschoss Brüstungsfelder. Erbaut 1877–1878, Architekt: Johann Wempe. | 37434297 |      |
| Johannisstraße 3 53° 8′ 49″ N, 8° 12′ 38″ O  | Wohnhaus     | Traufständiger eineinhalbgeschossiger Putzbau von acht Achsen über Kellersockel mit Drempel unter Satteldach. Mittig zweiachsiger Risalit von zwei Achsen mit Zwerchgiebel, durchgehend zur Rückseite. Rechts davon wohl jüngerer Eingang. Rechts eingeschossiger Anbau von zwei Achsen unter flachem Pultdach. Eingang auf der linken Seite. Putzgliederung: horizontale Bänderung, geschossteilendes Gesims, Fensterrahmungen. Erbaut 1877–1878. | 37421218 |      |
| Johannisstraße 6 53° 8′ 49″ N, 8° 12′ 40″ O  | Exerzierhaus | Eingeschossiger traufständiger Backsteinbau unter Satteldach (Breite 65 m, Tiefe 14 m). Vorder- und Rückseite mit fünfzehn Wandfeldern, darin jeweils zwei Rundbogenfenster. Zur Straße im jeweils vierten Wandfeld von außen Risalit mit großem rundbogigen Eingang und Zwerchgiebel. Gliederung durch breite Lisenen, vor diesen übergiebelte Strebepfeiler, und Traufgesims mit Sägezahnfries, Risalite lisengerahmt und Giebel mit ansteigenden Treppenfriesen, an den Ecken oben konsolartige Vorsprünge. Drei Wandfelder an der Straße rechts verändert, dort zwischenzeitlich Fenster eingebrochen. Auf der Rückseite mittig moderner Eingang. Erbaut 1879–1880, Architekt: Garnisonsbaumeister Jansen. | 37421239 |      |
| Johannisstraße 11 53° 8′ 50″ N, 8° 12′ 42″ O | Wohnhaus     | Giebelständiger eineinhalbgeschossiger Putzbau von fünf Achsen (im Giebel vier) mit Drempel unter Satteldach (Typus „Oldenburger Hundehütte“). Eingang mittig. Putzgliederung: geschossteilendes Gesims, Fensterrahmungen, im Obergeschoss Brüstungsfelder. Erbaut 1880 durch Maurermeister Heinrich Hermann Neddersen. | 37434319 |      |
| Johannisstraße 13 53° 8′ 50″ N, 8° 12′ 43″ O | Wohnhaus     | Zweigeschossige Putzbau von vier Achsen unter Walmdach. Eingang auf der linken Seite. Putzgliederung: geschossteilendes Gesims, Fensterrahmungen, im OG Brüstungsreliefs und Ädikulen, unter der Traufe Rankenfries und Zahnschnitt. Erbaut 1883, Architekt: August Töbelmann. | 37434341 |      |
| Johannisstraße 15 53° 8′ 50″ N, 8° 12′ 43″ O | Wohnhaus     | Zweigeschossiger Putzbau von fünf Achsen unter Walmdach. Eingang mittig. Im Erdgeschoss seitlich heute je ein Schaufenster, ehemals je zwei Fenster. Putzgliederung: geschossteilendes Gesims, im EG horizontale Fugen, Fensterrahmungen, mittig unten Portalrahmung mit Pilastern und Dreiecksgiebel, oben segmentbogige Ädikula. Erbaut 1879–1880 durch Maurermeister G. Sander. | 37434363 |      |

nach oben

## K
Wegen der großen Anzahl der Baudenkmale werden einzelne Straßen in Teillisten aufgeführt.
- Kanalstraße
- Kastanienallee
- Kleine Kirchenstraße

| Lage                                             | Bezeichnung                                   | Beschreibung | ID       | Bild           |
| ------------------------------------------------ | --------------------------------------------- | --- | -------- | -------------- |
| Kaiserstraße 5 53° 8′ 29″ N, 8° 13′ 17″ O        | Wohnhaus                                      | Zwei- bis dreigeschossiger traufständiger Putzbau von vier Achsen über Kellersockel unter Mansarddach. Eingang rechts. In den mittleren zwei Achsen im 1. Obergeschoss Balkon und in der 2. Achse von rechts eingeschossiger polygonaler Standerker unter Balkon, darüber Zwerchgiebel. In der rechten Achse Haus dreigeschossig. Links zwei Schleppgaupen. Sparsame Putzgliederung: Fensterrahmungen. Erbaut 1909, Architekt: Fritz Hegeler. | 37434385 | BW             |
| Kaiserstraße 7 53° 8′ 30″ N, 8° 13′ 17″ O        | Wohnhaus                                      | Zweigeschossiger traufständiger Putzbau (im EG z. T. backsteinsichtig) über Kellersockel unter Mansarddach. Links breite Achse, im EG Dreifenstergruppe, im OG segmentbogige Loggia, Schleppgaupe. Mittig unten zwei Fenster, darüber Erker auf Konsolen mit Dreifenstergruppe, Zwerchgiebel mit Fachwerk (darin Hufeisenmotiv) unter Mansarddach. Rechts schmale Achse mit Eingang. Putzgliederung: Fensterrahmungen, Ranke über dem Balkon, Relieffelder unter den Giebelfenstern. Erbaut 1906–1907, Architekt: Heinrich Schelling. | 37434408 | BW             |
| Kaiserstraße 9 / 11 53° 8′ 30″ N, 8° 13′ 17″ O   | Wohn-/ Geschäftshaus                          | Dreigeschossiger traufständiger Putzbau von acht Achsen unter Mansardhalbwalmdach. Linke drei Achsen mit bauzeitlichem Ladeneinbau, rechts daneben Eingang. Jeweils dritte Achse von links mit zweigeschossigem Erker unter Balkon, darüber rechts Zwerchgiebel, links Zwerchgiebel über der 2. und dritten Achse von links. Sparsame Putzgliederung: geschossteilendes Band, Fensterrahmungen, Putzfelder mit Festons zwischen den Fenstern. Erbaut 1909, Architekt: Gebrüder Barkemeyer. | 37434431 | BW             |
| Kasinoplatz 18 53° 8′ 19″ N, 8° 12′ 50″ O        | Ratsapotheke                                  | Dreigeschossiger Putzbau in Ecklage unter Mansarddach. Beide Schauseiten mit spätbarocken Motiven und runden Erkern, Eckerker mit Turmhelm. Erdgeschoss mit Bogenreliefs. 1907 errichtet. | 37428959 | BW             |
| Katharinenstraße 4 53° 8′ 37″ N, 8° 12′ 22″ O    | Wohnhaus                                      | Eckhaus zur Kleinen Straße. Eineinhalbgeschossiger Putzbau von drei Achsen über Kellersockel mit Drempel unter Satteldach (Typus „Oldenburger Hundehütte“). Mittlere Achse mit zwei Balkonen übereinander. Auf der rechten Seite zurückgesetzter Vorbau mit Eingang. Auf der linken Seite zur Kleinen Straße zweigeschossiger Risalit von drei Achsen mit Zwerchgiebel. Putzgliederung: geschossteilende Gesimse, Fensterrahmungen, im Straßengiebel mittleres Fenster mit Pilastern, Gebälk und Schmuckkartusche, Atlantenfiguren als Konsolen unter dem oberen Balkon. Vorgarten und eiserne Einfriedung. Erbaut 1870. | 37421286 | BW             |
| Kleine Straße 22 53° 8′ 35″ N, 8° 12′ 21″ O      | Turnhalle                                     | Zwischen Steinweg im Westen und Kleiner Straße im Osten gelegen, giebelständig zum Steinweg. Eingeschossiger Ziegelbau in basilikaler Bauform, überhöhtes Mittelschiff unter Satteldach begleitet von schmalen Seitenschiffen unter Pultdächern. Rückwärtiger Teil nur einschiffig (verändert), dort nach Norden ein jüngerer Anbau. Zum Steinweg Mittelschiff mit mittigem spitzbogigen Eingang begleitet von Spitzbogenfenstern, Bögen gerahmt, Fassade gegliedert durch drei Lisenen und stilisierten ansteigenden Konsolfries am Dachort, über dem Eingang querrechteckiges gerahmtes Putzfeld und Oculus. Rückfront mit großen Rundbogenöffnungen (mittig Eingang), Bögen gerahmt. Später als Werkshalle genutzt, heute Theaterlaboratorium. Zum Steinweg Einfriedung aus Ziegelpfosten mit Eisengittern, zur Kleinen Straße gepflasterter Hof und Ziegelmauer. Erbaut 1869, Architekt: Carl Friedrich Spieske. | 37422933 | BW             |
| Klingenbergstraße 20 53° 6′ 31″ N, 8° 12′ 50″ O  | Kirche                                        | Zentralbauartiger verputzter Kirchenbau auf dem Grundriss eines modifizierten sphärischen Dreiecks mit konkav gebogenen Seiten. An die Südseite eine Apsis angefügt. Die Spitzen der Dreiecke abgeschnitten und mit Querwänden schließend, die zur Straße hin konvex, darin breiter segmentbogig schließender Eingang mit Gewände, darüber Rose aus Oculi. In den das Dreieck bildenden Wänden jeweils dicht gereiht hoch liegende Rundbogenfenster, in den Querwänden je zwei große Rundbogenfenster. Weit überstehendes, geneigtes Flachdach (vom Eingang zur Apsis abfallend). Auf der Eingangsseite auf beiden Seiten Laubengang auf schlanken Eisenstützen angebaut, dahinter rechts (Westseite) Sakristei und Jugendraum, links (Nordostseite) Andachtskapelle. Links am Ende nach einem Durchgang der schlanke Glockenturm auf rechteckigem Grundriss, im oberen Teil mit dicht gesetzten Oculi und unter überstehendem Flachdach. Im Inneren an der Decke dekorative Struktur aus sich überkreuzenden Stegen. Große Teile der bauzeitlichen Ausstattung erhalten u. a. Kirchenbänke, Orgel, Taufstein, Glasfenster und Wandbild der Apsis in Opus sectile. Vorplatz mit Pflasterung, Rasenflächen und Bäumen, zur Straße hin niedrige Backsteinmauer, zum Giesenweg außerdem eine Treppe. Erbaut 1960–1961 (Entwurf von 1958), Architekt: Ludger Sunder-Plassmann. | 37424717 | BW             |
| Klostermark 53° 9′ 7″ N, 8° 17′ 9″ O             | Kloster Blankenburg                           | Nordwestlich der Kirche gelegene Dreiflügelanlage aus eingeschossigen Putzbauten unter Walm-/Schopfwalmdächern. Ostflügel enthält im Kern den ehemaligen Westflügel der Klausur, auf Ansichten des 18. Jhs. noch mit Spitzbogenblenden in beiden Giebeln, Südseite später (um 1800?) abgewalmt und mit neuer Fassade versehen, Nordseite heute mit Schopfwalm. Südflügel das Torhaus, mit rundbogiger Durchfahrt. Westflügel das Brauhaus, ebenfalls ehemals mit Giebel. Ostflügel im Kern nach 1509 erbaut (Dachwerk dendrochronologisch 1682 datiert mit Hölzern von 1507–1510), später verändert; Westflügel 1623 (Dachwerk dendrochronologisch 1613–1625 datiert); Südflügel über der Toreinfahrt bezeichnet 1728, an der Rückseite der Einfahrt 1782. | 37430141 | BW             |
| Klostermark 53° 9′ 7″ N, 8° 17′ 10″ O            | Kloster Blankenburg                           | Saalkirche aus Backstein mit rechteckigem Westturm. Turm dreigeschossig, unten Eingang, darüber drei Fenster, oben zwei Fenster, unter Kreuzdach mit Pyramidendach. An den Längsseiten je fünf große Rundbogenfenster. Eingezogene polygonale Apsis. Außengliederung mit Lisenen und Traufgesims. Innen Flachdecke. Reste der Ausstattung des Vorgängers: Schnitzaltar um 1520/1525 (jetzt als Leihgabe im Stadtmuseum Oldenburg), Kanzel 1667, Gemälde 2. Hälfte 18. Jh. Mittelalterlicher, 1335 geweihter Vorgängerbau (Saalkirche mit Dachreiter und polygonalem Chorschluss) wegen Baufälligkeit 1864 abgerissen und 1866–1868 durch einen etwas kleineren Neubau ersetzt, Architekt: Heinrich Früstück d. Ä. | 37430117 | BW             |
| Klostermark 53° 9′ 7″ N, 8° 17′ 11″ O            | Kloster Blankenburg                           | Zweigeschossiger Backsteinbau aus fünf Flügeln unter Satteldächern. Drei östliche Flügel U-förmig angeordnet, die beiden westlichen den ehemaligen Nord- und Südflügel des Kreuzgangs ungefähr überbauend. Mittige Risalite mit Zwerchgiebeln, an der Ostseite des Hauptflügels drei. Später im Süden ein weiterer Flügel hinzugefügt und zwischen den beiden Westflügeln im Westen ein flachgedeckter Versorgungstrakt mit Schornsteinen sowie nördlich vor der Kirche ein Kopfbau unter Schopfwalmdach angebaut. Erbaut 1857–1878 (zuerst 1857–1859 die beiden Westflügel, 1869 der Südostflügel, 1876–1878 der Nordost- und Ostflügel), der Südflügel 1908 hinzugefügt, der Versorgungstrakt 1925. | 37427168 | BW             |
| Kornstraße 16 53° 11′ 13″ N, 8° 14′ 45″ O        | Wohnhaus                                      | Eckhaus zum Hellmskamp, von der Straße zurückgesetzt. Giebelständiger eineinhalbgeschossiger Putzbau von vier Achsen mit Drempel unter Satteldach (Typus „Oldenburger Hundehütte“). Auf der rechten Seite zurückgesetzter Vorbau mit Eingang. Auf der linken Seite zweigeschossiger Risalit von zwei Achsen mit Zwerchgiebel. Rückwärtig jüngere Anbauten. Putzgliederung: geschossteilende Gesimse, Fensterrahmungen, im Giebel z. T. Balusterbrüstungen und Ädikulen. Hölzerner Schwebegiebel. Großer Vorgarten und eiserne Einfriedung. Erbaut um 1890. | 37421329 | BW             |
| Kornstraße 35 53° 11′ 16″ N, 8° 14′ 51″ O        | Wohn-/Wirtschaftsgebäude                      | Flettdielenhaus aus Backstein, Wirtschaftsgiebel mit korbbogiger Einfahrt unter Schopfwalmdach, Wohnteil unter Satteldach. Über dem Tor Inschrift „1776“. Zweiständerkonstruktion in Unterrähmzimmerung. Einer der vier Hausleutehöfe der Bauerschaft Etzhorn, 1517 als Heimershof genannt. Hausgerüst 1776, Außenwände erneuert, Wohnteil um 1900. | 37421349 | BW             |
| Kranbergstraße 7 53° 9′ 7″ N, 8° 14′ 7″ O        | Versöhnungskirche                             | Asymmetrischer Stahlbetonständerbau auf fünfeckigem Grundriss. Mauern ziegelverblendet, Fenster auf der Südseite östlich und auf der Nordseite oben im Westen, aus unregelmäßig durchbrochenem Beton. Decke aus rautenförmig überkreuzten Stahlbetonträgern. Auf der Südseite Kirche durch Laubengänge auf schlanken Stahlstützen auf der West- und Südseite des Platzes mit dem Gemeindehaus verbunden. Erbaut 1959–1961, Architekt: Arnold Finger. Glasfenster von Max Hermann. | 42785830 | Weitere Bilder |
| Kranbergstraße 53 53° 9′ 19″ N, 8° 14′ 2″ O      | Thomasblock (Kaserne Donnerschwee, Nr. 25)    | Langgestreckter Backsteinbau an der Kasernenstraße, bestehend aus viergeschossigem Mittelpavillon von zehn Achsen und auf jeder Seite einem dreigeschossigen Flügel von 17 Achsen, jeweils über Kellersockel und unter Walmdach. Rückwärtig nach Norden vier kurze Flügel. An den Ecken dreiachsige Risalite. Im EG Segmentbogenfenster, in den OG Rundbogenfenster. Backsteingliederung: geschossteilende Gesimse, am EG horizontale Bänderung, unter der Traufe Bogenfries, am Mittelpavillon und den Risaliten oben seitlich Echauguetten als Bekrönungen, ebenso die beiden Mittelachsen flankierend. Erbaut 1880–1881, 1934-1936 umgebaut, erneut ab 2015 zu Wohnungen, dabei eiserne Balkone angebaut. | 37421329 | BW             |
| Kranbergstraße 55 53° 9′ 21″ N, 8° 14′ 7″ O      | Neues Wachhaus (Kaserne Donnerschwee, Nr. 28) | Eingeschossiger teilweise verputzter Backsteinpavillon unter Flachdach. Westseite mit Fenster- und Türöffnungen, Dach auf dieser Seite vorgezogen über einem Durchgang zwischen dem Pavillon und der Einfriedung des Kasernengeländes. Erbaut wohl Mitte der 1950er Jahre (1957 als „Neues Wachhaus“ bezeichnet). | 41582171 | BW             |
| Kurwickstraße 5 53° 8′ 28″ N, 8° 12′ 42″ O       | Wohn-/ Geschäftshaus                          | Zweigeschossiger traufständiger Backsteinbau mit Putzgliederung von fünf Achsen unter Mansarddach. Mittlere Achse betont durch Auszug als Zwerchhaus. Zwei Schleppgaupen. Erdgeschoss mit fünf Pfeilern in vier Achsen unterteilt, rechts Einfahrt, in der zweiten Achse von links Eingang, ansonsten Schaufenster. Putzgliederung: geschossteilendes Gesims, Traufgesims mit Zahnschnitt, Fensterrahmungen, in der Mittelachse Ädikula Lisenen seitlich der Mittelachse. Laden mit bauzeitlicher Pfeilerunterteilung. Erbaut 1904, Architekt: L. Sievers. | 37435784 | BW             |
| Kurwickstraße 6 53° 8′ 28″ N, 8° 12′ 41″ O       | Wohn-/ Geschäftshaus                          | Zweigeschossiger giebelständiger Putzbau von drei Achsen unter Satteldach, hinter die Straßenflucht leicht zurücktretend. Links Eingang, rechts daneben jüngeres Schaufenster. Im Kern Mitte 18. Jh., Fassade 1780, mehrfach umgebaut u. a. 1938. | 37435708 | BW             |
| Kurwickstraße 8 / 9 53° 8′ 28″ N, 8° 12′ 41″ O   | Wohn-/ Geschäftshaus                          | Zweigeschossiger Putzbau von acht Achsen unter Walmdach. Im Erdgeschoss links jüngerer Ladeneinbau mit Schaufenster und Eingang, rechts daneben Einfahrt, Schaufenster, Eingang und ganz rechts erneut jüngeres Schaufenster. Im OG jeweils äußere zwei Fenster zusammengerückt. Putzgliederung: horizontale Fugen im Erdgeschoss, geschossteilendes Gesims und Traufgesims mit Konsolfries, Fensterrahmungen, Pilaster zu Seiten der jeweils äußeren zwei Achsen. Erbaut 1874 durch Zimmermeister Wedemeyer. | 37435809 | BW             |
| Kurwickstraße 10 53° 8′ 28″ N, 8° 12′ 40″ O      | Wohn-/ Geschäftshaus                          | Giebelständiger zweieinhalbgeschossiger Putzbau von fünf Achsen mit Drempel unter Satteldach. Erdgeschoss mit mittigem Eingang, begleitet von bauzeitlichen Eisensäulen, und später veränderten Ladeneinbauten. Putzgliederung: horizontale Fugen, Fensterrahmungen. Erbaut 1875 durch Bauunternehmer Kickler. | 37450492 | BW             |
| Kurwickstraße 12 53° 8′ 28″ N, 8° 12′ 39″ O      | Wohn-/ Geschäftshaus                          | Zweigeschossiger giebelständiger Putzbau von vier Achsen über Kellersockel unter Schopfwalmdach. Eingang mit bauzeitlicher Haustür in der zweiten Achse von links. Sparsame Putzgliederung, wohl nachträglich: Fensterrahmungen und Brüstungsreliefs im Erdgeschoss. Erbaut 1816. 1988–1989 Umbau, dabei Verlust der ursprünglichen inneren Raumstruktur. | 37435833 | BW             |
| Kurwickstraße 23 / 24 53° 8′ 29″ N, 8° 12′ 36″ O | Wohn-/ Geschäftshaus                          | Eckhaus zur Neuen Straße. Putzbau, ursprünglich zwei Gebäude. Das linke giebelständig und eingeschossig unter Satteldach, im Erdgeschoss fünf Achsen (die rechte im Übergang zum rechten Haus) und mittiger Eingang, oben vorgeblendeter Rechteckgiebel mit Viertelkreisen in den Zwickeln. Das rechte Haus zweigeschossig und dreiachsig unter Mansardhalbwalmdach mit Zwerchhaus, an der rechten Seite neun Achsen, Eingänge in der vierten und achten Achse von links. Putzgliederung: Fensterrahmungen, an der Straßenseite Felderung durch horizontale und vertikale Bänder. Das linke Haus im Kern 18. Jh., das rechte im Kern 1853. 1904 Umbau, Architekt: Husmann. 1927–1928 Umbau und einheitliche Fassadengestaltung, Architekten: Fichtner & Sandeck. | 37421394 | BW             |
| Kurwickstraße 33 53° 8′ 29″ N, 8° 12′ 41″ O      | Wohnhaus                                      | Zweigeschossiger giebelständiger Putzbau von fünf Achsen unter Schopfwalmdach. Erdgeschoss mit jüngerem Ladeneinbau und mittigem Eingang, Putzquaderung. Weitgehend ungestört erhaltene Innenausstattung der Erbauungszeit. Erbaut 1830. | 37435758 | BW             |

nach oben

## L
Wegen der großen Anzahl der Baudenkmale werden einzelne Straßen in Teillisten aufgeführt.
- Lambertistraße
- Lange Straße
- Leo-Trepp-Straße
- Lindenallee
- Lindenstraße

| Lage                                         | Bezeichnung               | Beschreibung | ID       | Bild |
| -------------------------------------------- | ------------------------- | --- | -------- | ---- |
| Lagerstraße 36 53° 11′ 29″ N, 8° 12′ 30″ O   | Wohn-/ Wirtschaftsgebäude | Ehemalige Kate. Zweiständer-Hallenhaus unter Schopfwalmdach in Reetdeckung, Wirtschaftsgiebel noch in Fachwerk, Rest nachträglich in Backstein erneuert. Erbaut 1870. | 37421417 | BW   |
| Lappan 4 53° 8′ 35″ N, 8° 12′ 49″ O          | Wohnhaus                  | Giebelständiger zweigeschossiger Putzbau von drei Achsen unter Satteldach. Eingang mittig. Öffnungen im Erdgeschoss rundbogig. Erbaut wohl um 1868, bis 1943 Wohnhaus des Schmiedemeisters, seitdem mit der Schmiede Staulinie 1a gemeinsam genutzt. | 37420233 | BW   |
| Lerchenstraße 53° 9′ 5″ N, 8° 13′ 20″ O      | Straßenpflaster           | Kleinteiliges Natursteinpflaster mit „Radfahrer-Streifen“ aus hochkant gepflasterten Klinkern in der Fahrbahnmitte. Typisch für die Oldenburger Straßenpflasterung der Jahrhundertwende. | 37425052 | BW   |
| Lerchenstraße 14 53° 9′ 4″ N, 8° 13′ 21″ O   | Wohnhaus                  | 1½-gesch. giebelständiger Putzbau unter Satteldach, Fassade mit schlichtem Putzdekor (profiliertes Geschossgesims, Fenstereinfassungen und Brüstungsfelder). ehem. mittiger Eingang geschlossen. Erbaut 1903 von H. Rathert für Nicolaus Friedrich Wilhelm Hayen. | 44925242 | BW   |
| Lindenhofsgarten 2 53° 9′ 11″ N, 8° 13′ 3″ O | Turnhalle                 | Backsteinbau, bestehend aus zweischossigem, teilweise verputztem Kopfbau von sieben Achsen unter Walmdach und gleich breitem rückwärtigen Saalbau unter Schopfwalmdach. Kopfbau mit vier kolossalen Backsteinpilastern, dazwischen vier von Perlstab begleitete Putzlisenen, mittig Eingang, darüber drei Felder mit Inschrift begleitet von Vereinssignets, darin Umkleide- und Vereinsräume. Saalbau mit großen Fenstern zwischen Backsteinlisenen. Inneres weitgehend unverändert, erhalten u. a. die bauzeitlichen Türen, der Terrazzoboden im Eingangsbereich, die Holztreppe, der Zugang zur Empore und die Empore selbst. Saal mit farblich gefasster Holztonne (heute abgehängt). Erbaut 1914–1915 für den 1894 gegründeten „Turnverein Jahn“ (heute: VfL Oldenburg). | 37421479 | BW   |
| Lisztstraße 1 53° 7′ 49″ N, 8° 12′ 50″ O     | Wohnhaus                  | Eineinhalbgeschossiger Backsteinbau mit Drempel unter Walmdach. Eingang etwas rechts von der Mitte, mit Werksteinrahmung und segmentbogigem Oberlicht. Auf beiden Seiten Dreifenstergruppe, die linke etwas größer und mit Werksteinrahmung. Mittig Schleppgaupe. Rechts Garagenanbau mit segmentbogigem Tor unter Pultdach, auf der Gartenseite der Garage überdachter Freisitz. Raumstrukturen und wandfeste Ausstattung bauzeitlich. Erbaut 1949 durch und für Baurat Fr. Haßkamp. | 44546339 | BW   |
| Loyerender Weg 13 53° 9′ 52″ N, 8° 15′ 29″ O | Wohn-/ Wirtschaftsgebäude | Ehemaliger Köterhof. Giebelständiges Hallenhaus in Zweiständerbauweise (durchgezapfte Ankerbalken mit geringem Ständerüberstand) unter Halbwalmdach. Wirtschaftsteil außen noch in Fachwerk, Wohnteil massiv erneuert. Im Kern noch 18. Jh., 1910 versetzt (alter Standort: neben der Scheune Nr. 25). | 37421523 | BW   |
| Loyerender Weg 25 53° 9′ 54″ N, 8° 15′ 25″ O | Scheune                   | Fachwerkscheune mit Querdurchfahrt unter Walmdach in Reetdeckung. Konstruktion mit eingehälsten Ankerbalken, Ausfachung ehemals mit Lehmstakung, Stakung in den oberen Gefachen wiederhergestellt. Erbaut wohl im 17. oder 18. Jh., ursprünglich das Wohn-/Wirtschaftsgebäude Loyerender Weg 13 zugehörig. Saniert 1991. | 37421543 | BW   |

nach oben

## M
Wegen der großen Anzahl der Baudenkmale werden einzelne Straßen in Teillisten aufgeführt.
- Margaretenstraße
- Markt
- Moltkestraße

| Lage                                            | Bezeichnung                | Beschreibung | ID       | Bild |
| ----------------------------------------------- | -------------------------- | --- | -------- | ---- |
| Marienstraße 15a 53° 8′ 31″ N, 8° 12′ 22″ O     | Wohnhaus                   | Zweigeschossiger, verputzter Massivbau auf hohem Sockelgeschoss unter Walmdach. Dreiseitiger Erker mit Dreiecksgiebel. Sockelgeschoss mit Rauputz, in der rechten Achse bauzeitliche Eingangstür. Fassade mit Stuckelementen in Jugendstilformen. 1905 errichtet. | 37439811 |      |
| Marienstraße 16 53° 8′ 31″ N, 8° 12′ 23″ O      | Wohnhaus                   | Eineinhalbgeschossiger, verputzter Massivbau auf Sockelgeschoss unter giebelständigem Satteldach. Putzrustizierung an der vierachsigen Fassade, umlaufende Gesimse. Vorgarten und schmiedeeiserner Zaun. Polygonaler Vorbau mit Rundbogenfenstern und Pilasterrahmung an der Nordostecke. Mittlere Achsen im EG mit Pilasterrahmung, dazwischen Medaillon, im Drempelgeschoss rundbogiges Drillingsfenster mit Halbsäulen. Eingang im zweigeschossigen Vorbau an der Westseite. 1870 errichtet. | 37439833 |      |
| Marienstraße 16a 53° 8′ 30″ N, 8° 12′ 23″ O     | Wohnhaus                   | Nebengebäude der Villa Marienstraße 16, zurückgesetzt von der Straßenflucht. Eingeschossiger Putzbau mit vorkragendem giebelständigem Satteldach. An der Fassade Putzdekor u. a. in Form von Medaillons und geschosstrennenden Fries. Ursprünglich als Remise und Kutscherwohnung genutzt. | 48608615 | BW   |
| Marienstraße 17 53° 8′ 31″ N, 8° 12′ 23″ O      | Wohnhaus                   | Zweigeschossiger, verputzter Massivbau auf Sockelgeschoss unter Walmdach. Vierachsige Fassade mit Eckquaderungen, profilierten Fensterrahmungen mit Brüstungsfeldern (EG mit Scheinbalustern; OG mit Beschlagwerk); die beiden linken Achsen vorgezogen mit Walmdach und vorgebauten Wintergarten im EG. Eingang zurückgesetzt an der Südostseite. Dächer überkragend auf Konsolen, dazwischen Felder mit aufgesputztem Beschlagwerk. 1894 von Carl Friedrich Spieske errichtet.                | 37439856 |      |
| Marienstraße 18 53° 8′ 30″ N, 8° 12′ 24″ O      | Wohnhaus                   | Zweigeschossiger, verputzter Massivbau auf hohem Sockelgeschoss unter Walmdach. Vorgeblendete Ziegelfassade mit Putzdekor in Form von Eckrustika, Gesimsen, Fensterrahmungen. Vierachsige Fassade, linke Hälfte leicht vorgezogen, hölzerner Balkon und vorkragendes Satteldach mit Sprengwerk. Südöstlicher, eingeschossiger Anbau mit Fachwerkimitation. Um 1900 errichtet. | 37439878 |      |
| Marktplatz Eversten 4 53° 8′ 3″ N, 8° 11′ 58″ O | ehem. Gemeindebüro         | Zweigeschossiger traufständiger Putzbau (EG massiv, OG in Fachwerkkonstruktion) unter hohem Walmdach mit eingeschossigem traufständigem Anbau in Fachwerkbauweise an der Nordostseite. Als Gartenhaus Ende des 17. Jahrhunderts errichtet, Aufstockung um 1800. | 37423253 | BW   |
| Mars-la-Tour-Straße 1 53° 9′ 4″ N, 8° 12′ 28″ O | Landwirtschaftskammer      | 1925 von Architekt Lübbers als Tierseucheninstitut errichtet. Anstelle des geplanten Stalles wurde ein Nebengebäude errichtet, das mit dem Haupthaus verbunden ist. | 37439901 |      |
| Mars-la-Tour-Straße 2 53° 9′ 3″ N, 8° 12′ 30″ O | Landwirtschaftskammer      | 1910/11 von Architekt Wolf Niemeyser (Hannover) errichtet. | 37439924 | BW   |
| Mars-la-Tour-Straße 4 53° 9′ 4″ N, 8° 12′ 30″ O | Landwirtschaftskammer      | Verwaltungsgebäude mit Vorgarten und Gedenkstein für die Gefallenen der Weltkriege. | 37439947 | BW   |
| Marschweg 3 53° 8′ 0″ N, 8° 12′ 17″ O           | Wohnhaus                   | Erbaut 1927 als Wohnsitz von Regierungsbaumeister Paul Tantzen. | 37425301 |      |
| Meinardusstraße 18 53° 8′ 8″ N, 8° 12′ 18″ O    | Wohnhaus                   | 1925 von Heinrich Früstück errichtet. | 37439969 |      |
| Meinardusstraße 20 53° 8′ 8″ N, 8° 12′ 18″ O    | Wohnhaus                   | 1924/25 von F. Lübbers errichtet. Vorgarten und bauzeitliche Einfriedung. | 37439991 |      |
| Meinardusstraße 34 53° 8′ 11″ N, 8° 12′ 19″ O   | Wohnhaus                   | 1906 errichtet. Garten und zeitgenössische Einfriedung. | 37421649 |      |
| Meinardusstraße 34 53° 8′ 11″ N, 8° 12′ 20″ O   | Garten                     | Hausgarten mit Einfriedung (Eisenzaun) | 45312734 | BW   |
| Melbrink 56 53° 9′ 22″ N, 8° 12′ 12″ O          | Wohnhaus                   | Eingeschossiges giebelständiges Wohnhaus aus Backstein unter spitzem ziegelgedeckten Satteldach mit ausgebautem Dachgeschoss. 1927 von der Gemeinnützigen Siedlungsgesellschaft Oldenburg errichtet. | 37440249 | BW   |
| Melbrink 58 53° 9′ 23″ N, 8° 12′ 11″ O          | Wohnhaus                   | Eingeschossiges giebelständiges Wohnhaus aus Backstein unter spitzem ziegelgedeckten Satteldach mit ausgebautem Dachgeschoss. 1927 von der Gemeinnützigen Siedlungsgesellschaft Oldenburg errichtet. | 37440271 | BW   |
| Melbrink 60 53° 9′ 23″ N, 8° 12′ 10″ O          | Wohnhaus                   | Eingeschossiges giebelständiges Wohnhaus aus Backstein unter spitzem ziegelgedeckten Satteldach mit ausgebautem Dachgeschoss. 1927 von der Gemeinnützigen Siedlungsgesellschaft Oldenburg errichtet. | 37440293 | BW   |
| Melbrink 62 53° 9′ 22″ N, 8° 12′ 9″ O           | Wohnhaus                   | Eingeschossiges giebelständiges Wohnhaus aus Backstein unter spitzem ziegelgedeckten Satteldach mit ausgebautem Dachgeschoss. 1927 von der Gemeinnützigen Siedlungsgesellschaft Oldenburg errichtet. | 37440315 | BW   |
| Melbrink 64 53° 9′ 22″ N, 8° 12′ 8″ O           | Wohnhaus                   | Eingeschossiges giebelständiges Wohnhaus aus Backstein unter spitzem ziegelgedeckten Satteldach mit ausgebautem Dachgeschoss. 1927 von der Gemeinnützigen Siedlungsgesellschaft Oldenburg errichtet. | 37440337 | BW   |
| Melbrink 66 53° 9′ 22″ N, 8° 12′ 7″ O           | Wohnhaus                   | Eingeschossiges giebelständiges Wohnhaus aus Backstein unter spitzem ziegelgedeckten Satteldach mit ausgebautem Dachgeschoss. 1927 von der Gemeinnützigen Siedlungsgesellschaft Oldenburg errichtet. | 37440359 | BW   |
| Milchstraße 9 53° 8′ 51″ N, 8° 13′ 9″ O         | Wohnhaus                   | Eingeschossiges Wohnhaus mit Satteldach, 1869 errichtet. | 37421669 | BW   |
| Milchstraße 12 53° 8′ 52″ N, 8° 13′ 9″ O        | Wohnhaus                   | Zweigeschossiger, verputzter Massivbau auf hohem Sockelgeschoss unter Walmdach. 1895 von Ed. Bartels errichtet. | 37421689 |      |
| Milchstraße 27 53° 8′ 52″ N, 8° 13′ 3″ O        | Ostkaserne (Exerzierhalle) | Erbaut wohl um 1905 durch die Garnisonsverwaltung des Militärbauamtes(Baurat Koppers); später als Polizeiturnhalle genutzt. Seit 1986 Lager- und Magazingebäude des Naturkundemuseums. | 37465180 | BW   |
| Milchstraße 27 53° 8′ 51″ N, 8° 13′ 1″ O        | Ostkaserne (Arresthaus)    | Erbaut wohl um 1905 in Zusammenhang mit Exerzierhalle und Kammergebäude durch die Garnisonsverwaltung des Militärbauamtes (Baurat Koppers). | 37473630 |      |
| Mittelkamp 11 53° 11′ 19″ N, 8° 14′ 28″ O       | Wohnhaus                   | Ende des 19. Jahrhunderts errichtetes Wohnhaus von neun Achsen mit drei Wohneinheiten unter traufständigem Satteldach. Eineinhalbgeschossigen Mittelrisalit mit Satteldach. | 37421709 | BW   |
| Morgenweg 1 53° 9′ 27″ N, 8° 15′ 11″ O          | Wohnhaus                   | Ursprüngliches Haupthaus der Hofanlage 1923 abgebrannt und durch ein reines Wohnhaus(eingeschossiger, traufständiger Putzbau unter Satteldach mit mittigem Zwerchhaus) ersetzt. | 37449684 | BW   |
| Morgenweg 1 53° 9′ 26″ N, 8° 15′ 14″ O          | Wohn-/ Wirtschaftsgebäude  | In der Art eines Vierständer-Hallenhauses 1870 errichteter Backsteinbau unter Krüppelwalmdach z.T. in Reetdeckung. Ostseite mit massiven neueren Stallanbauten (nach 1945). | 37449708 | BW   |
| Morgenweg 1d 53° 9′ 27″ N, 8° 15′ 14″ O         | Scheune                    | Nordöstlich des Haupthauses auf dem Hofgrundstück gelegene Fachwerkscheune mit Bohlenausfachung unter Krüppelwalmdach. Durchgezapfte bzw. eingehälste Ankerbalken, Querdurchfahrt. | 37451185 | BW   |
| Morgenweg 7 53° 9′ 23″ N, 8° 15′ 16″ O          | Wohn-/ Wirtschaftsgebäude  | Ehem. Flettdielenhaus mit Anbauten aus verschiedenen Zeiten, darunter ein Stallanbau. Außenwände in Rohziegel massiv ersetzt, Krüppelwalmdach in Reetdeckung. „1867“ (im Kern älter), um 1980 Umbau zur Gaststätte. | 37449733 | BW   |
| Morgenweg 7 53° 9′ 25″ N, 8° 15′ 16″ O          | Scheune                    | Seitlich, links an der Zufahrt zum Haupthaus gelegener, freistehender giebelständiger Fachwerkbau auf massivem Sockel unter Halbwalmdach. Eingehälste Ankerbalkenkonstruktion. Durchfahrtsscheune. | 37448616 | BW   |
| Muttenpottsweg 105 53° 11′ 4″ N, 8° 13′ 3″ O    | ehem. Hofstelle            | Historischer Bauerngarten der Mitte des 19. Jahrhunderts in seiner ursprünglichen Ausdehnung mit den westlich und östlich rahmenden Wallhecken überkommen. Die durch unterschiedliche Nutzungen bestimmte Topografie der Gartenfläche ist noch erkennbar. Das erhaltene Erschließungssystem geht auf die bäuerliche Nutzung des 19. Jahrhunderts zurück. | 37437501 | BW   |
| Muttenpottsweg 105 53° 11′ 4″ N, 8° 13′ 3″ O    | Hallenhaus                 | Backsteinbau (ehem. Flettdielenhaus) mit beidseitigen Vorderkübbungen, abgeschlepptes Walmdach in Reetdeckung. Im Kern Mitte 19. Jahrhundert, 1937 massiv erneuert, 1988/89 grundlegende Sanierung und Umbau. | 37440898 | BW   |

nach oben

## N
Wegen der großen Anzahl der Baudenkmale werden einzelne Straßen in Teillisten aufgeführt.
- Nadorster Straße
- Nelkenstraße

| Lage                                          | Bezeichnung                    | Beschreibung | ID       | Bild |
| --------------------------------------------- | ------------------------------ | --- | -------- | ---- |
| Nedderlandsweg 45 53° 10′ 21″ N, 8° 16′ 14″ O | Wohn-/ Wirtschaftsgebäude      | Ehem. Flettdielenhaus in massiber Ziegelbauweise massiv unter Halbwalmdach mit Reetdeckung. Moderne Gauben an der östlichen Traufseite.                                                            | 37437244 | BW   |
| Nedderlandsweg 45 53° 10′ 21″ N, 8° 16′ 15″ O | Stall                          | Östlich seitlich querstehender Stallanbau in Rohziegel massiv unter Halbwalmdach in Pfannendeckung.                                                                                                | 37437314 | BW   |
| Nikolausstraße 1 53° 8′ 21″ N, 8° 13′ 20″ O   | Wohnhaus                       | 1900/1901 von Ferdinand Lübbers errichtet. | 37442686 | BW   |
| Nikolausstraße 2 53° 8′ 21″ N, 8° 13′ 20″ O   | Wohnhaus                       | 1900 von Ferdinand Lübbers errichtet. | 37442709 | BW   |
| Nikolausstraße 3 53° 8′ 22″ N, 8° 13′ 20″ O   | Wohnhaus                       | 1900/01 von Ferdinand Lübbers errichtet. | 37442732 | BW   |
| Nikolausstraße 4 53° 8′ 22″ N, 8° 13′ 20″ O   | Wohnhaus                       | 1900 von Ferdinand Lübbers errichtet. | 37442755 | BW   |
| Nikolausstraße 6 53° 8′ 24″ N, 8° 13′ 19″ O   | Wohnhaus                       | 1904 von Ferdinand Lübbers errichtet. | 37442778 | BW   |
| Nikolausstraße 7 53° 8′ 23″ N, 8° 13′ 19″ O   | Wohnhaus                       | 1902 von Martin Helms errichtet. | 37442800 | BW   |
| Nikolausstraße 8 53° 8′ 23″ N, 8° 13′ 19″ O   | Wohnhaus                       | 1904 von P. Staschen errichtetes Wohnhaus mit bauzeitlicher Einfriedung. | 37442822 | BW   |
| Nikolausstraße 9 53° 8′ 22″ N, 8° 13′ 19″ O   | Wohnhaus                       | Dreigeschossiger, verputzter Massivbau auf hohem Sockelgeschoss unter Mansardgiebeldach. 1912 als Erweiterungsbau von Nr. 10 errichtet. Architekt H. Bodemann.                                     | 37442844 | BW   |
| Nikolausstraße 10 53° 8′ 22″ N, 8° 13′ 19″ O  | Wohnhaus                       | 1906 auf dem Grundstück zur Elimarstraße errichtetes Wohnhaus. Zweigeschossiger Putzbau auf hohem Sockelgeschoss unter Walmdach. Eckturm ursprünglich mit Haube. 1912 um das Haus Nr. 9 erweitert. | 37442866 | BW   |
| Noackstraße 1 - 13 53° 9′ 15″ N, 8° 12′ 14″ O | GSG-Siedlung                   | Wohnblock Nr. 1-13(ungerade Nummern), 1929 von der Gemeinnützigen Siedlungsgesellschaft Oldenburg errichtet.                                                                                       | 37450068 | BW   |
| Noackstraße 1 - 14 53° 9′ 15″ N, 8° 12′ 14″ O | Vorgarten                      | | 37450022 | BW   |
| Noackstraße 2 - 14 53° 9′ 15″ N, 8° 12′ 15″ O | GSG-Siedlung                   | Wohnblock Nr. 2-14 (gerade Nummern), 1929 von der Gemeinnützigen Siedlungsgesellschaft Oldenburg errichtet.                                                                                        | 37449907 | BW   |
| Nollstraße 1 53° 8′ 6″ N, 8° 13′ 59″ O        | Arbeitersiedlung der Glashütte | Doppelhaus der ehem. Glashüttensiedlung, zwischen 1889 und 1891 errichtet. | 37452339 | BW   |
| Nollstraße 2 53° 8′ 4″ N, 8° 14′ 1″ O         | Arbeitersiedlung der Glashütte | Doppelhaus der ehem. Glashüttensiedlung, zwischen 1889 und 1891 errichtet. | 37452363 | BW   |
| Nollstraße 3 53° 8′ 4″ N, 8° 14′ 1″ O         | Arbeitersiedlung der Glashütte | Doppelhaus der ehem. Glashüttensiedlung, zwischen 1889 und 1891 errichtet. | 37452388 | BW   |
| Nollstraße 4 53° 8′ 3″ N, 8° 14′ 2″ O         | Arbeitersiedlung der Glashütte | Doppelhaus der ehem. Glashüttensiedlung, zwischen 1889 und 1891 errichtet. | 37452412 | BW   |
| Nollstraße 5 53° 8′ 2″ N, 8° 14′ 3″ O         | Arbeitersiedlung der Glashütte | Doppelhaus der ehem. Glashüttensiedlung, zwischen 1889 und 1891 errichtet. | 37452436 | BW   |
| Nollstraße 6 53° 8′ 1″ N, 8° 14′ 4″ O         | Arbeitersiedlung der Glashütte | Doppelhaus der ehem. Glashüttensiedlung, zwischen 1889 und 1891 errichtet. | 37452460 | BW   |
| Nordstraße 2 53° 8′ 16″ N, 8° 13′ 30″ O       | Villa                          | Ende des 19. Jahrhunderts auf an der Ecke Nordstraße/Uferstraße errichtete Villa mit Gartengrundstück.                                                                                             | 37443021 |      |
| Nordstraße 4 53° 8′ 16″ N, 8° 13′ 31″ O       | Wohnhaus                       | 1895 errichtetes Wohnhaus | 37443044 |      |
| Nordstraße 6 53° 8′ 15″ N, 8° 13′ 33″ O       | Wohnhaus                       | 1895 errichtetes Wohnhaus | 37443067 |      |
| Nordstraße 14 53° 8′ 13″ N, 8° 13′ 34″ O      | Wohnhaus                       | 1910 errichtetes zweigeschossiges Wohnhaus auf hohem Sockelgeschoss unter Mansarddach. | 37421978 | BW   |
| Norderstraße 15 53° 9′ 12″ N, 8° 13′ 23″ O    | Wohnhaus                       | 1895 von Bernhard Hanenkamp errichtetes Doppelhaus. Vorgarten. | 37442888 | BW   |
| Norderstraße 17 53° 9′ 13″ N, 8° 13′ 23″ O    | Wohnhaus                       | 1880 von Heinrich Lübbes errichtetes Doppelhaus. Vorgarten. | 37442911 | BW   |
| Norderstraße 18 53° 9′ 12″ N, 8° 13′ 24″ O    | Wohnhaus                       | 1890 errichtetes Giebelhaus, sog. „Oldenburger Hundehütte“. Vorgarten. | 37442955 | BW   |
| Norderstraße 19 53° 9′ 13″ N, 8° 13′ 23″ O    | Wohnhaus                       | 1882 von Johann Oetken errichtetes Doppelhaus. Vorgarten. | 37442933 | BW   |
| Norderstraße 20 53° 9′ 13″ N, 8° 13′ 25″ O    | Wohnhaus                       | 1890 errichtetes Giebelhaus, sog. „Oldenburger Hundehütte“ | 37442977 | BW   |
| Norderstraße 24 53° 9′ 14″ N, 8° 13′ 25″ O    | Wohnhaus                       | 1890 errichtetes Giebelhaus, sog. „Oldenburger Hundehütte“. Vorgarten | 37442999 | BW   |

## O
Wegen der großen Anzahl der Baudenkmale werden einzelne Straßen in Teillisten aufgeführt.
- Ofener Straße

| Lage                                      | Bezeichnung | Beschreibung | ID       | Bild |
| ----------------------------------------- | ----------- | --- | -------- | ---- |
| Osterstraße 8 53° 8′ 34″ N, 8° 12′ 59″ O  | Wohnhaus    | Zweigeschossiges, verputztes Wohnhaus unter Walmdach. 1875 von Hofbaumeister Gerhard Schnitger errichtet, Umbau 1912.                                                  | 37443401 | BW   |
| Osterstraße 10 53° 8′ 34″ N, 8° 12′ 59″ O | Wohnhaus    | Zweigeschossiges, verputztes Wohnhaus unter Walmdach. 1875 von Hofbaumeister Gerhard Schnitger errichtet, Umbau 1904.                                                  | 37443423 | BW   |
| Osterstraße 12 53° 8′ 35″ N, 8° 13′ 0″ O  | Wohnhaus    | 1887 von Carl Spieske errichtetes zweigeschossiges Wohnhaus auf Sockelgeschoss unter Walmdach.                                                                         | 37443446 | BW   |
| Osterstraße 13 53° 8′ 36″ N, 8° 13′ 0″ O  | Wohnhaus    | Zweigeschossiges Wohnhaus mit gotisierendem Dekor. 1875 von Hofbaumeister Gerhard Schnitger errichtet.                                                                 | 37443516 | BW   |
| Osterstraße 14 53° 8′ 35″ N, 8° 13′ 1″ O  | Wohnhaus    | Um 1866 errichtetes, zweigeschossiges Wohnhaus unter Mansarddach. | 37443469 | BW   |
| Osterstraße 16 53° 8′ 36″ N, 8° 13′ 3″ O  | Wohnhaus    | Um 1856 errichtetes, eingeschossiges Wohnhaus unter Mansarddach auf hohem Sockelgeschoss. 1891 Umbau von Heinrich Früstück. 1899 durch Brandes um den Anbau erweitert. | 37443492 | BW   |
| Otterweg 37 53° 9′ 3″ N, 8° 14′ 39″ O     | Wohnhaus    | Als Alterssitz 1907 an das Wohn-/Wirtschaftsgebäude des Dohrmannshof angebaut.                                                                                         | 37422128 | BW   |

nach oben

## P
Wegen der großen Anzahl der Baudenkmale werden einzelne Straßen in Teillisten aufgeführt.
- Parkstraße
- Peterstraße
- Pferdemarkt
- Philosophenweg

| Lage                                           | Bezeichnung                     | Beschreibung | ID       | Bild |
| ---------------------------------------------- | ------------------------------- | --- | -------- | ---- |
| Pasteurstraße 3 - 7 53° 6′ 37″ N, 8° 12′ 43″ O | St. Johanneskirche Gemeindehaus | Westlich des Kirchplatzes, im Süden anstoßend an den Kindergarten. Zweigeschossiger Betonbau mit senkrechten Fensterbändern (auf der Ostseite im Süden horizontalen Fensterbändern) zwischen Lisenen unter Flachdach, Nordwand mit Backstein verblendet. Erbaut 1958–1960, Architekten: Horst Neidhardt, Rainer Herrmann. | 39758994 | BW   |
| Pasteurstraße 3 - 7 53° 6′ 37″ N, 8° 12′ 44″ O | St. Johanneskirche Kindergarten | Kindergarten der St. Johannesgemeinde. Südlich vom Kirchplatz, in der Nordwestecke an das Gemeindehaus anstoßend, im Nordosten mit der Kirche über einen vor beide Gebäude gelegten Laubengang auf schlanken Betonpfeilern verbunden. L-förmiger Betonbau unter Flachdächern, der Nordflügel auf der Südseite mit hohen und auf der Nordseite mit niedrigen Fensterbändern (dort zwischen Lisenen), die Ostwand mit Backstein verblendet, der Westflügel auf mehrfach gestuftem Grundriss. Erbaut 1958–1960, Architekten: Horst Neidhardt, Rainer Herrmann. | 39759005 | BW   |
| Pasteurstraße 3 - 7 53° 6′ 38″ N, 8° 12′ 45″ O | St. Johanneskirche              | Saalkirche auf rechteckigem Grundriss. Dreiseitig mit Backstein verblendeter Betonbau unter Flachdach, auf der Südseite Glasfensterwand mit Betonraster. Auf der Westseite zum Kirchhof mittig Eingang, darüber Flugdach, seitlich vor der Kirche Laubengang auf schlanken Betonpfeilern (links mit dem Glockenturm verbunden, rechts mit dem Kindergarten). Innen Flachdecke mit rautenförmigem Betonraster, rechtsseitig vier schlanke runde Betonstützen. Bauzeitliche Ausstattung fast komplett erhalten: Eingangstür, Glasfensterwand (Entwurf: Max Herrmann), Fußboden aus Stirnholzpflaster, Gestühl, Altar mit Altarkreuz und Wandteppich, Kanzel, Taufstein mit Taufleuchter und Orgel mit Orgelempore. Erbaut 1958–1960, Architekten: Horst Neidhardt und Rainer Herrmann. | 38793594 | BW   |
| Poststraße 1 - 3 53° 8′ 23″ N, 8° 13′ 3″ O     | Oberpostdirektion               | Ehemalige Kaiserliche Oberpostdirektion, heute gewerbliche Mischnutzung. Dreigeschossiger Backsteinbau mit Putzflächen und Werksteingliederung auf Kellersockel. Dreiflügelanlage mit Hauptfront nach Norden, zwischen den Seitenflügeln im Süden zurückgesetzter Verbindungsflügel und zentraler Zwischentrakt (ehem. Schalterhalle), dadurch zwei Innenhöfe. Hauptfassade mit breitem Mittelrisalit, daran Loggia von zwei Arkaden vor Hauptportal, reiche Sandsteingliederung in Formen der Weserrenaissance: Gesimse, Fensterrahmungen, Relieffelder und am Giebel Wappenkartusche mit Reichsadler, Voluten und Obelisken. Auf beiden Seiten des Risalits fünf Fensterachsen, in den jeweils äußeren Säulenportale mit Figuren (Allegorien von Berufen) von Otto Stichling, an der Traufe Balustrade mit Obelisken. An beiden Ecken polygonale Ecktürme unter Schweifhauben. An den Seitenflügeln ebenfalls Mittelrisalite zwischen zweimal fünf Achsen, Risalit des Ostflügels mit zweigeschossigem Erker. An der Südwestecke des Ostflügels halbrunder Treppenturm. Gegenüber am Westflügel der quadratische ehemalige Telegrafenturm. Rückseiten und Höfe einfacher gestaltet, z. T. verputzt. Erbaut 1900–1902 an der Stelle eines Vorgängers von 1855, Architekten: Hake und Freiherr von Rechenberg, Berlin, Bauleitung: Heinrich Wittholt. | 37422277 |      |
| Prinzessinweg 41 53° 8′ 25″ N, 8° 11′ 33″ O    | Wohnhaus                        | Giebelständiger eineinhalbgeschossiger Putzbau von vier Achsen mit Drempel unter Satteldach (Typus „Oldenburger Hundehütte“). Eingang auf der linken Seite. Fenster segmentbogig. Putzgliederung: geschossteilendes Gesims, horizontale Bänder, Fensterrahmungen in Jugendstilformen mit bekrönendem Ährenkranz, im Giebel bekrönendes Relief mit weiblicher Büste in Rankenwerk. Vorgarten. Erbaut 1907 durch Zimmermeister Hermann Hinrich Wilhelm Mehrens. | 37422324 | BW   |
| Prinzessinweg 53 53° 8′ 21″ N, 8° 11′ 32″ O    | Wohnhaus                        | Traufständiger eineinhalbgeschossiger Backsteinbau von fünf Achsen mit Drempel unter Schopfwalmdach (Variante des Typus „Oldenburger Hundehütte“). Linke zwei Achsen zweigeschossiger Risalit mit Giebel unter Schopfwalmdach. Eingang auf der linken Seite. Putzgliederung: Rustizierung der Kanten, Fensterrahmungen, rechts Ädikulen, am Risalit gemeinsames Brüstungsrelief der Obergeschossfenster mit Jahreszahl „1904“ und bekrönender Kleeblattbogen. Vorgarten und Einfriedung mit Eisengitter auf z. T. verputzter Backsteinmauer und verputzten Torpfosten. Erbaut 1904 durch Zimmermeister Friedrich Wilhelm Rosenbrok. | 37422277 | BW   |

nach oben

## R
Wegen der großen Anzahl der Baudenkmale werden einzelne Straßen in Teillisten aufgeführt.
- Ratsherr-Schulze-Straße
- Rebenstraße
- Roggemannstraße
- Roonstraße
- Röwekamp
- Rummelweg

| Lage                                           | Bezeichnung                   | Beschreibung | ID       | Bild |
| ---------------------------------------------- | ----------------------------- | --- | -------- | ---- |
| Raiffeisenstraße 31 53° 8′ 41″ N, 8° 12′ 54″ O | Ballin-Villa                  | Eckhaus zur Straße Am Stadtmuseum, eineinhalb- bis zweigeschossiger Putzbau. Rechts traufständiger eineinhalbgeschossiger Bau von vier Achsen über Sockelgeschoss mit Drempelgeschoss unter Satteldach. Rechte Achse zurückgesetzt mit geknicktem Zwerchgiebel, darin links Eingang mit kleinem Vorbau und Freitreppe. Links zweigeschossiger giebelständiger Bauteil von drei Achsen über Sockelgeschoss unter Mansarddach, davor eingeschossiger segmentbogenförmiger Standerker unter rechteckigem Balkon. Sockel mit Polygonalmauerwerk, ansonsten Rauputz. Drempel und Giebel rechts in Fachwerk, Giebel links verbrettert. Fensterläden. Rest des Vorgartens. Kernbau erbaut 1857, um 1880 für den Bankier Carl Ballin umgebaut; weitere Umgestaltung und Erweiterung 1908–1910 für Wilhelm Ballin, Architekt: Heinrich Schelling. Seit 1985 dem Stadtmuseum angegliedert. | 37441711 | BW   |
| Raiffeisenstraße 32 53° 8′ 40″ N, 8° 12′ 54″ O | Jürgens'sche Villa            | Giebelständiger eineinhalbgeschossiger Putzbau von vier Achsen über Sockelgeschoss mit Drempel unter Satteldach (Typus „Oldenburger Hundehütte“). Im Giebel mittig Dreifenstergruppe. Auf der rechten Seite zurückgesetzter Vorbau mit Eingang. Putzgliederung: Quaderung des Sockels, geschossteilende Gesimse, Fensterrahmungen und im Erdgeschoss Brüstungsfelder. Vorgarten. Innenräume größtenteils mit wandfester Ausstattung für die Präsentation der Sammlung Francksen. Erbaut 1853, 1908 erworben durch Theodor Francksen und 1910–1912 umgebaut und mit dem Nachbarhaus Nr. 33 verbunden. Heute Teil des Stadtmuseums. | 37444357 | BW   |
| Raiffeisenstraße 33 53° 8′ 40″ N, 8° 12′ 55″ O | Villa Francksen (Stadtmuseum) | Traufständiger zweigeschossiger Putzbau über Sockelgeschoss unter Satteldach. An den zweiachsigen linken Teil rechts ein durchgehender zweigeschossiger Risalit mit Dreifenstergruppen unter Satteldach anschließend. Noch weiter rechts zurückgesetzter dreigeschossiger Turm auf quadratischem Grundriss unter flachem Pyramidendach, davor Vorbau mit Eingang und Freitreppe. Rechts eingeschossiger nochmals zurückgesetzter Anbau als Verbindung zum Nachbarhaus, mit mittigem Pavillon unter Schweifhaube. Fenster am Risalit und Turm rundbogig. Putzgliederung: Quaderung, geschossteilende Gesimse, Brüstungsfelder, Ädikulen, am Risalit zwischen den Fenstern Halbsäulen mit Gebälken und im OG Balusterbrüstungen, Kranzgesims mit Konsolfries, profilierte Rahmung des Giebelfelds, am Turmfreigeschoss Pilaster. Am Anbau rechts zweimal zwei gerahmte Wandfelder, darin ovale Nischen mit Büsten. Vorgarte. Im Inneren Räume mit wandfester Ausstattung für die Präsentation der Sammlung Francksen. Erbaut 1877 für den Kaufmann Francksen, Architekt: Gerhard Schnitger. Von Theodor Francksen (1875–1915) dort eine Kunstsammlung zusammengetragen. 1910–1912 Zwischenbau zum rechten Nachbarhaus. Heute Stadtmuseum Oldenburg. | 37444382 | BW   |
| Raiffeisenstraße 39 53° 8′ 36″ N, 8° 13′ 0″ O  | Wohnhaus                      | Giebelständiger eineinhalbgeschossiger Putzbau von vier Achsen über fensterlosem Sockelgeschoss mit Drempel unter Satteldach (Typus „Oldenburger Hundehütte“). Auf der linken Seite zurückgesetzter Vorbau mit Eingang. Putzgliederung: Rustizierung des Sockels, geschossteilende Gesimse, Fensterrahmungen, Brüstungsfelder, Ädikulen, im Giebel mittig Pilaster. Erbaut 1874 durch Zimmerermeister Mönning. | 37443540 | BW   |
| Raiffeisenstraße 40 53° 8′ 36″ N, 8° 13′ 0″ O  | Wohnhaus                      | Eckhaus zur Osterstraße. Traufständiger zweigeschossiger Putzbau von fünf Achsen unter Halbwalmdach. Moderner Eingang rechts. Abgeschrägte Ecke mit einer Achse und zugesetztem Eingang, auf der linken Seite zur Osterstraße drei Achsen. Moderne Gaupen. Putzgliederung: im OG Quaderung, geschossteilendes Gesims, Fensterrahmungen, im OG Brüstungsfelder, Kranzgesims mit Rosettenfries und Konsolfries. Erbaut 1878, Architekt: Mönning & Sohn. | 37443562 | BW   |
| Rennplatzstraße 53° 10′ 5″ N, 8° 14′ 51″ O     | Ohmsteder Kirche              | Evangelische Pfarrkirche von Ohmstede, mit dem Turm nach Süden ausgerichtet. Dreischiffige Hallenkirche aus Backstein mit Eingangsturm, Querhaus und 5/8-Chorschluss. Rechteckiger, hoher Turm, Eckstrebepfeiler, spitzbogiges Gewändeportal mit Wimperg, Schallgeschoss mit je zwei Lanzettöffnungen auf jeder Seite, darüber niedriges Geschoss mit Blendarkaden, Dreiecksgiebel und spitzer Pyramidenhelm. An den Seitenschiffen dreibahnige Fenster, Strebepfeiler und Dreiecksgiebel mit ansteigenden Bogenfriesen. Am Querhaus ähnliche Gliederung, aber Maßwerkfenster mit bekrönenden Sechspässen. Am Chor ebenfalls Maßwerkfenster und Zwerggalerie, begleitet von niedrigen, sakristeiartigen Nebenräumen. Langhaus innen zweijochig, im Mittelschiff Kreuzrippengewölbe auf runden Gurtbögen und spitzen Scheidbögen, Bündelpfeiler mit Knospenkapitellen. Seitenschiffe gangartig schmal mit Quertonnen. Im Westen Orgelempore, in den Seitenschiffen und dem Querhaus weitere Emporen mit Blendarkadenbrüstung auf spitzbogigen bis gedrückt korbbogigen Arkaden. Bauzeitliche Ausstattung verloren: Fenster 1945 zerstört und 1954 ersetzt, Rest 1960 entfernt. Erbaut 1901, Architekt: Ludwig Freese.                              | 37445203 |      |
| Ritterstraße 1 53° 8′ 22″ N, 8° 12′ 56″ O      | Wohnhaus                      | Traufständiger dreigeschossiger Backsteinbau von drei Achsen unter Mansarddach. Erdgeschoss mit modern verändertem Ladeneinbau und zwei Eingängen. Mittig zweigeschossiger Erker, im 1. Obergeschoss mit Segmentbogenfenster, im 2. Obergeschoss mit Biforienfenster. Putzgliederung: Im Erdgeschoss und am Erker Kantenpilaster, geschossteilende Gesimse, Fensterrahmungen, im 1. Obergeschoss Ädikulen. Erbaut 1903–1904, Architekt: August Töbelmann. | 37473527 | BW   |
| Rosenstraße 42/43 53° 8′ 34″ N, 8° 13′ 5″ O    | Geschäftshaus                 | Druckerei Littmann. Dreigeschossiger Putzbau von zwölf Achsen unter Mansardhalbwalmdach. Mittig flacher Risalit von vier Achsen, darüber segmentbogiger Zwerchgiebel. Im EG mittig Portal, begleitet von je drei schmalen Fenstern am Risalit und je zwei breiten korbbogigen Fenstern an den Seitenteilen. In den OGs Fenster jeweils zu zweit zusammengerückt. Vier Rundgiebelgaupen. Sparsame Putzgliederung: Quaderung des Sockels, Gesims über dem Sockel, Lisenen in den Obergeschossen, Inschriftkartusche („AL / 1911“) am Rundgiebel. Erbaut 1911. | 37422471 | BW   |

nach oben

## S
Wegen der großen Anzahl der Baudenkmale werden einzelne Straßen in Teillisten aufgeführt.
- Schäferstraße
- Scheideweg
- Schloßplatz
- Schüttingstraße
- Sonnenstraße
- Stau
- Staugraben
- Staustraße
- Steinweg
- Steubenstraße

| Lage                                                         | Bezeichnung                                       | Beschreibung | ID       | Bild           |
| ------------------------------------------------------------ | ------------------------------------------------- | --- | -------- | -------------- |
| Schleusenstraße 1 53° 7′ 59″ N, 8° 13′ 8″ O                  | Kastellanei                                       | Zwei Nebengebäude der ehem. Kastellanei und späteren Landeshygieneinstituts an der Schleusenstraße, die durch eingeschossige Eingangsbauten verbunden sind. Das südliche Gebäude: langgestreckte, zweigeschossig unter Walmdach, 1950 errichtet. Nördlich davon zweigeschossiger Putzbau von drei Achsen über quadratischem Grundriss unter Pyramidendach. | 37475477 | BW             |
| Schleusenstraße 53° 7′ 55″ N, 8° 12′ 51″ O                   | Grünanlage                                        | Die 1932 angelegte Grünanlage südlich der Schleusenstraße erstreckt sich von der Elisabethstraße bis zum Westfalendamm. | 51686939 | BW             |
| Schlieffenstraße 9 53° 9′ 20″ N, 8° 14′ 14″ O                | Offiziersheim (Kaserne Donnerschwee, Nr. 24)      | Eingeschossiger Backsteinbau unter Satteldach. An beiden Seiten Treppengiebel. Im Norden Eingang mit Werksteinrahmung und Freitreppe. Erbaut 1934–1936 als „Ledigenunterkunft“ für die unverheirateten Offiziere, Umbau ab 2015 als Teil eines Jugendkulturzentrums, dabei Dachgaupen aufgesetzt. | 41582143 | BW             |
| Schloßwall 3 53° 8′ 16″ N, 8° 12′ 50″ O                      | Pulverturm                                        | 1529 als Teil der Stadtbefestigung errichteter Rundturm in Ziegelbauweise mit flacher gemauerter Kuppel von 1623. Portal mit Inschrift 1616. | 37422628 | BW             |
| Schloßwall 16 53° 8′ 13″ N, 8° 12′ 55″ O                     | Elisabeth-Anna-Palais                             | 1895/97 von Ludwig Freese für die Großherzogin Elisabeth-Anna mit einem eigenen Garten im nordöstlichen Bereich des Schlossgartens angelegt. Dreigeschossiger Backsteinbau auf einem Quadersockel. Verschiedene Fensterformen für jedes Geschoss. Mittelrisalithe an der Nord- und Südseite, zwei weitere Risalite an der Westseite mit Neorenaissancegiebeln. Rundturm an der Südostecke. Eingangssituation nach Abbruch des vorgelagerten Küchentraktes (1962) wegen der Straßenneugestaltung geändert. Heute Sitz des Sozialgerichts.                                                                                 | 37422672 | Weitere Bilder |
| Schramper Weg 21 - 43 53° 8′ 20″ N, 8° 9′ 21″ O              | Wohnhäuser                                        | Häuserzeile mit 12 Wohnhäusern an der Ostseite des Schramper Wegs von der „Klävemann-Stiftung“ 1934 nach Entwürfen von Robert Charton errichtet. Bei den Kleinsthäusern handelt es sich um verputzte Gebäude unter einem traufständigen Satteldach. An der Rückseite im rechten Winkel niedriger Anbau, ebenfalls unter Satteldach. Hier befindet sich der Eingang. An der Straßenseite liegen ein Schlafzimmer (querrechteckiges Fenster) und eine Kammer. Auf der rückwärtigen Seite ein Wohnraum mit Kochgelegenheit sowie eine Treppe in das Dachgeschoss mit zwei weiteren Kammern. Das Bad befindet sich im Anbau. | 46789707 | BW             |
| Schulstraße 12 53° 8′ 8″ N, 8° 14′ 1″ O                      | Wohn-/ Geschäftshaus                              | Zweigeschossiger Ziegelbau in den Formen der Deutschen Renaissance unter Mansarddach an der Ecke zur Dragonerstraße 1901 erbaut. Städtebaulich korrespondierender Baukörper zu Dragonerstraße 1. | 37461819 | BW             |
| Schulstraße 21 53° 8′ 9″ N, 8° 14′ 6″ O                      | Drielaker Schule                                  | 1915 errichteter langgestreckter, zweigeschossiger Putzbau von 17 Achsen unter Walmdach, mittlere fünf Achsen durch Dachhaus mit flachem Dreiecksgiebel beton. Portal durch Rahmung mit Dreiecksgiebel betont. Erweiterungsbauten aus den 1950er Jahren. Schulhof mit Baumbestand. | 37422719 | BW             |
| Schumacherhof 1 53° 9′ 24″ N, 8° 14′ 8″ O                    | Unterkunftsgebäude (Kaserne Donnerschwee, Nr. 17) | Südöstlicher ehemaliger Unterkunftsbau. Dreigeschossiger winkelförmiger Backsteinbau unter Satteldach. Giebel als Treppengiebel ausgebildet. Kanten im Wechsel gequadert, Eingänge mit Rustikarahmung. Raumstruktur, Flurtüren und Bodenbeläge der Flure original erhalten. Erbaut 1934–1936, ab 2015 Umbau zu Wohnungen, dabei eiserne Balkone angebaut und Dachgaupen aufgesetzt. | 41582081 | BW             |
| Schumacherhof 3 53° 9′ 29″ N, 8° 14′ 7″ O                    | Unterkunftsgebäude (Kaserne Donnerschwee, Nr. 16) | Nordöstlicher ehemaliger Unterkunftsbau. Dreigeschossiger winkelförmiger Backsteinbau unter Satteldach. Giebel als Treppengiebel ausgebildet. Kanten im Wechsel gequadert, Eingänge mit Rustikarahmung. Raumstruktur, Flurtüren und Bodenbeläge der Flure original erhalten. Erbaut 1934–1936, ab 2015 Umbau zu Wohnungen, dabei eiserne Balkone angebaut und Dachgaupen aufgesetzt. | 41582069 | BW             |
| Schützenhofstraße: Anschluss A 28 53° 7′ 24″ N, 8° 13′ 23″ O | Berliner Meilenstein                              | Sogenannter „Berliner Meilenstein“ (Berlin 412 km), aufgestellt am 17.06.1960 unter der Federführung des „Kuratoriums Unteilbares Deutschland“ Bildhauerin: Marie-Louise Ahlhorn-Packenius (Berlin/Oldenburg) | 41542630 | BW             |
| Staulinie 1 53° 8′ 34″ N, 8° 12′ 50″ O                       | Wohnhaus                                          | Eckhaus zur Gasse Lappan. Giebelständiger zweigeschossiger Putzbau von drei Achsen unter Satteldach. Eingang mittig, davor moderne Freitreppe, darüber kleiner moderner Balkon. Vor der linken Achse zweigeschossiger giebelständiger Anbau von zwei Achsen unter Satteldach. Erbaut um 1800, Anbau 1869, Architekt: Carl F. Spieske. | 37466373 | BW             |
| Staulinie 1a 53° 8′ 35″ N, 8° 12′ 50″ O                      | Schmiede                                          | Eckhaus zur Gasse Lappan. Giebelständiger eingeschossiger Putzbau unter Satteldach. Mittig korbbogige Einfahrt, begleitet von je einem Rundbogenfenster, im Giebel zwei Rundbogenfenster. Links zum Lappan hinten giebelständiger Querbau in gleicher Höhe wie das Vorderhaus, mit mittigem Eingang, unter Satteldach. Erbaut 1858, im Kern vielleicht noch 2. Hälfte 18. Jh. | 37466138 | BW             |
| Staulinie 2 53° 8′ 34″ N, 8° 12′ 50″ O                       | Wohn-/ Geschäftshaus                              | Giebelständiger zweigeschossiger Putzbau von vier Achsen unter Mansarddach. Im Erdgeschoss links Eingang, daneben modern veränderter Ladeneinbau. Fenster im Obergeschoss segmentbogig. Im Giebel vier kleinere Rundbogenfenster. Putzgliederung: horizontale Fugen im Obergeschoss, geschossteilende Gesimse, Fensterrahmungen, im Giebel Pilaster auf Postamenten und Konsolen, dazwischen in den Brüstungen Festonreliefs, abschließendes Gebälk, seitlich mit Muscheln geschlossene Nischen. Erbaut 1898. | 37466397 | BW             |
| Staulinie 21 53° 8′ 26″ N, 8° 12′ 59″ O                      | Wohn-/ Geschäftshaus                              | Verbunden mit dem Haus Staustraße 15. Traufständiger dreigeschossiger Putzbau von vier Achsen unter Mansarddach. Eingang rechts, links modern veränderter Ladeneinbau. Zwei moderne oder modern veränderte Giebelgaupen. Putzgliederung: in den OG Quaderung, geschossteilende Gesimse, Fensterrahmungen, im 2. OG Brüstungsfelder, Traufgesims mit Zahnschnitt. Erbaut 1899. | 37468052 | BW             |
| Stedinger Straße 23 53° 8′ 0″ N, 8° 13′ 26″ O                | Wohnhaus                                          | Eingeschossiger traufständiger Putzbau von fünf Achsen unter Schopfwalmdach. Eingang mittig, darüber dreiachsiges Zwerchhaus mit Dreiecksgiebel. Sparsame Putzgliederung: Türrahmung, geschossteilendes Band, profilierte Rahmung des Giebelfeldes. Vorgarten. Erbaut um 1840. | 37468185 | BW             |
| Stedinger Straße 25 53° 8′ 0″ N, 8° 13′ 26″ O                | Wohnhaus                                          | Giebelständiger eineinhalbgeschossiger Putzbau von vier Achsen über Kellersockel mit Drempel unter Satteldach (Typus „Oldenburger Hundehütte“). Eingang auf der rechten Seite. Putzgliederung: Quaderung, geschossteilende Gesimse, Fensterrahmungen, im Giebel mittig Brüstungsreliefs und Ädikulen. Vorgarten. Erbaut um 1880. | 37468208 | BW             |
| Stedinger Straße 27 53° 8′ 1″ N, 8° 13′ 27″ O                | Wohnhaus                                          | Giebelständiger eineinhalbgeschossiger Putzbau von vier Achsen mit Drempel unter Satteldach (Typus „Oldenburger Hundehütte“). Eingang auf der linken Seite. Putzgliederung: Quaderung, geschossteilendes Gesims, Fensterrahmungen, im Giebel Brüstungsfelder und mittig Pilaster und Gebälk. Vorgarten. Erbaut um 1880. | 37468230 | BW             |
| Stedinger Straße 29 53° 8′ 1″ N, 8° 13′ 27″ O                | Wohnhaus                                          | Doppelhaus. Traufständiger eineinhalbgeschossiger Putzbau von sechs Achsen mit Drempel unter Satteldach. Mittig zweiachsiger Risalit von zwei Geschossen mit Zwerchgiebel, darin Eingänge. Auf der rechten Seite zurückgesetzter Vorbau. Öffnungen segmentbogig. Putzgliederung: Brüstungsgesims, geschossteilendes Gesims, Fensterrahmungen, im Giebel Brüstungsfelder und Ädikulen. Vorgarten. Erbaut um 1880. | 37468252 | BW             |
| Stedinger Straße 52 53° 8′ 4″ N, 8° 13′ 36″ O                | Heilig-Geist-Kirche                               | Saalkirche aus geschlämmtem Backstein unter Satteldach, darauf diagonal gestellter eingeschossiger Dachreiter. Niedrigere und schmalere Vorhalle unter Satteldach und eingezogener Altarraum mit dreiseitigem Schluss, daran rechts niedrige Sakristei unter Pultdach. Hochrechteckige Fenster, durch stilisierte Säulen in zwei Bahnen unterteilt. Inneres mit parabelförmiger Tonne auf Holzbinderkonstruktion. Vorplatz und verputzte Mauer zur Straße, zur Dedestraße Gittertor. Erbaut 1927–1928, Architekt: Friedrich Heuer, Inneres 1958 umgestaltet.                                                             | 37422827 | BW             |
| Stiftsweg 15 / 15 a 53° 9′ 42″ N, 8° 13′ 20″ O               | Klävemannstiftung II                              | Zweigeschossiger Putzbau unter sehr flachem Walmdach mit seitlichen eingeschossigen Erschließungsflügeln. | 37441642 | BW             |
| Stiftsweg 16 / 16 a 53° 9′ 43″ N, 8° 13′ 18″ O               | Klävemannstiftung II                              | Zweigeschossiger Putzbau unter sehr flachem Walmdach mit seitlichen eingeschossigen Erschließungsflügeln. | 37441665 | BW             |
| Stiftsweg 17 / 17 a 53° 9′ 43″ N, 8° 13′ 17″ O               | Klävemannstiftung II                              | Zweigeschossiger Putzbau unter sehr flachem Walmdach mit seitlichen eingeschossigen Erschließungsflügeln. | 37441688 | BW             |
| Stiftsweg 18 / 18 a 53° 9′ 44″ N, 8° 13′ 17″ O               | Klävemannstiftung II                              | Zweigeschossiger Putzbau unter sehr flachem Walmdach mit seitlichen eingeschossigen Erschließungsflügeln. | 37441738 | BW             |
| Stiftsweg 19 / 19 a 53° 9′ 44″ N, 8° 13′ 18″ O               | Klävemannstiftung II                              | Zweigeschossiger Putzbau unter sehr flachem Walmdach mit seitlichen eingeschossigen Erschließungsflügeln. | 37449855 | BW             |
| Stiftsweg 20 / 20 a 53° 9′ 43″ N, 8° 13′ 19″ O               | Klävemannstiftung II                              | Zweigeschossiger Putzbau unter sehr flachem Walmdach mit seitlichen eingeschossigen Erschließungsflügeln. | 37441782 | BW             |
| Stiftsweg 21 / 21 a 53° 9′ 43″ N, 8° 13′ 20″ O               | Klävemannstiftung II                              | Zweigeschossiger Putzbau unter sehr flachem Walmdach mit seitlichen eingeschossigen Erschließungsflügeln. | 37441829 | BW             |
| Stiller Weg 11 53° 9′ 45″ N, 8° 13′ 22″ O                    | Klävemannstiftung II                              | Zweigeschossiger, giebelständiger Putzbau unter Satteldach, erbaut um 1935. | 37450978 | BW             |
| Stiller Weg 19 53° 9′ 45″ N, 8° 13′ 19″ O                    | Klävemannstiftung II                              | Zweigeschossiger, giebelständiger Putzbau unter Satteldach, erbaut um 1935. | 37450950 | BW             |
| Sündermannsweg 17 53° 10′ 46″ N, 8° 14′ 42″ O                | Wohn-/ Wirtschaftsgebäude                         | Ehemaliges Flettdielenhaus, beidseitig mit Vorderkübbungen unter abgeschlepptem Walmdach in Reetdeckung, Wohngiebel Halbwalm. Bis auf Wirtschaftsgiebel massiv ersetzte Außenwände, Innengerüst überbaut. Im Kern 1775. | 37468882 | BW             |
| Sündermannsweg 17 53° 10′ 46″ N, 8° 14′ 41″ O                | Scheune                                           | Wandständer-Fachwerkbau mit eingehälsten Ankerbalken am Tor und den Giebelseiten unter Walmdach. Ziegelausfachung, nördliche Giebelwand Bohlenausfachung. Erbaut 1905 | 37476305 | BW             |
| Sündermannsweg 37 53° 10′ 42″ N, 8° 14′ 39″ O                | Wohn-/ Wirtschaftsgebäude                         | Vollständig massiv erneuertes Flettdielenhaus mit beidseitigen Vorderkübbungen unter abgeschlepptem Walmdach. Wirtschaftsgiebel leicht konvex gewölbt. Wohnteil auf der Südostecke angehoben. Diele und Flett überbaut. | 37466665 | BW             |
| Sündermannsweg 37 53° 10′ 43″ N, 8° 14′ 38″ O                | Scheune                                           | Kleine Fachwerkscheune nördlich des Hallenhauses. | 37466781 | BW             |
| Sündermannsweg 37 53° 10′ 42″ N, 8° 14′ 38″ O                | Scheune                                           | Fachwerkscheune nördlich des Hallenhaus. Im rechten Winkel zu der sog. Kleinen Scheune. | 37467648 | BW             |

nach oben

## T
Wegen der großen Anzahl der Baudenkmale werden einzelne Straßen in Teillisten aufgeführt.
- Taubenstraße
- Teichstraße
- Theaterwall
- Theodor-Tantzen-Platz

| Lage                                         | Bezeichnung               | Beschreibung | ID       | Bild |
| -------------------------------------------- | ------------------------- | --- | -------- | ---- |
| Tappenbeckstraße 53° 8′ 22″ N, 8° 12′ 6″ O   | Brücke                    | Brücke über die Verbindung zwischen den Dobbenteichen. Korbbogenbrücke in Eisenbeton. Erbaut 1915, Architekt: Carl Franz Noack, 1982–1983 sich am Vorgänger orientierender Neubau. | 37422405 | BW   |
| Tappenbeckstraße 53° 8′ 24″ N, 8° 11′ 52″ O  | Dobbenanlagen             | Öffentliche Grünanlage innerhalb des so genannten Dobbenviertels westlich der Altstadt unter Einschluss des Kayser- und Wittschiebenteisches sowie der Dobbenwiesen seit den 1930er Jahren entwickelt und 1959 schließlich in der Umsetzung abgeschlossen. Unter der Leitung von Stadtbaurat Jean Robert Charton erhielt der Kayserteich zu Beginn der 1930er Jahre zunächst seine heutige Form. Das gesamte Areal der Grünanlage wurde entlang der begrenzenden Straßen von Baumreihen (Bergahorn entlang der Tirpitz- sowie Lasiusstraße, Spitzahorn am Rummelweg und Rosskastanie an der Tappenbeckstraße) räumlich gefasst. Das Nord-, Süd- und Westufer des Kayserteiches wurde als Promenade mit Bezug zur Wasserfläche ausgestaltet. Weißblühende Rhododendren dienten hier der Rahmung von Sitzplätzen sowie in zeittypischer farblicher Differenzierung der äußeren Begrenzung von Rasenrabatten. Durch Baumsetzungen akzentuierte Zugänge entstanden jeweils an der Tappenbeck-, Lasius, und Tirpitzstraße, wobei Übergänge zur Dobbenwiese im Westen durch die jeweilige Pflanzung von neun Silberahornbäumen markiert wurden. Die bereits in den Planungen von Leberecht Migge als Tummelwiese bezeichnete Dobbenwiese konnte schließlich Ende der 1950er Jahre nach Veränderungssperre und Besetzung mit Baracken in der Zeit des Nationalsozialismus westlich anschließend als einfache Rasenfläche mit umlaufendem Weg für eine allgemeine öffentliche Nutzung hergestellt werden. | 49431335 | BW   |
| Tappenbeckstraße 1 53° 8′ 19″ N, 8° 12′ 4″ O | Landtagsgebäude           | Gelegen zwischen Tappenbeckstraße im Osten, Hindenburgstraße im Süden und Dobbenteich im Westen. Dreigeschossiger Putzbau mit Werksteingliederung unter stark überstehendem und geknicktem Walmdach. Auf der Ostseite breite einachsige Eckrisalite, dazwischen Portikus mit zehn kolossalen ionischen Säulen auf Treppenpodest unter Gebälk, mit Aufsatz bis ins Dach ragend. Am Gebälk die Inschrift „1914 F A 1916 / LANDTAG DES GROSSHERZOGTVMS“. Hinter den Säulen mittig drei Eingänge, darüber in ganzer Breite Oculi und im 1. OG Fenster mit Französischen Balkonen, zwischen den Fensterachsen stilisierte Pilaster. An den Risaliten wie rings um das Gebäude Fenster des EG und 1. OG durch Werksteinfeld zusammengefasst und auf Konsolen überdacht. Im 2. OG auf Sturzhöhe umlaufendes Gesims, zusammen mit dem Zahnschnitt unter der Traufe angedeutetes Kranzgesims bildend. An den Schmalseiten im Norden und Süden mittig jeweils drei Eingänge und drei Fenster im 1. Obergeschoss durch Werksteinfeld zusammengefasst und von stilisierten Pilastern gerahmt, darüber Balkon. Auf der Westseite Mittelrisalit von fünf Achsen mit Dreiecksgiebel, davor doppelläufige Freitreppe, mittlere drei Achsen zurückgesetzt und zwei kolossale Säulen mit Lotusblütenkapitellen eingestellt. An den drei Nebenseiten Rundgiebelgaupen. Innen wichtige Teile der wandfesten Ausstattung erhalten u. a. in der Wandelhalle die Ausmalung von Bernhard Winter. Erbaut 1914-1917(Wettbewerb 1908), Architekten: Paul Bonatz, Friedrich Eugen Scholer. 1976–1978 Umbau zum Verwaltungsgebäude der Bezirksregierung. | 37468931 | BW   |
| Triftweg 121 53° 10′ 23″ N, 8° 14′ 36″ O     | Wohn-/ Wirtschaftsgebäude | Zweiständerbau in Oberrähmkonstruktion unter reetgedecktem Schopfwalmdach mit Niedersachsengiebel, im Kern wohl 18. Jh. Vorderkübbungen um 1900 zugunsten einer Verlängerung des Wirtschaftsteiles entfernt. Wirtschaftsgiebel massiv mit korbbogigen Dielentor, im Oberlicht hölzerne Rankenschnitzereien (derzeit entfernt). | 37470296 | BW   |
| Triftweg 121 53° 10′ 22″ N, 8° 14′ 36″ O     | Scheune                   | Unmittelbar westlich des Haupthauses gelegene ehemalige Scheune. Eingeschossiger, teils verbretterter Fachwerkbau unter Walmdach. Links frontseitiger Anbau unter Pultdach. Bei Umbau für Wohnnutzung frontseitig große Fenster eingebrochen und rückseitig Schleppgaupe aufgesetzt. Erbaut im 19. Jh. | 37476280 | BW   |
| Triftweg 121 53° 10′ 22″ N, 8° 14′ 37″ O     | Baumbestand               | Kleiner Baumbestand im südöstlichen Teil der Grundstücks aus markanten alten Eichen. | 37465866 | BW   |

nach oben

## U
Wegen der großen Anzahl der Baudenkmale werden einzelne Straßen in Teillisten aufgeführt.
- Ulmenstraße

| Lage                                               | Bezeichnung         | Beschreibung | ID       | Bild |
| -------------------------------------------------- | ------------------- | --- | -------- | ---- |
| Unter den Eichen 14 53° 8′ 14″ N, 8° 12′ 9″ O      | Wohnhaus            | Zweigeschossiger, verputzter Massivbau auf hohem Sockelgeschoss unter Walmdach. Zweiachsige Fassade mit durchgehendem Balkon auf Konsolen. Sockelgeschoss auf der rechten Hälfte vorgezogen mit Terrassenaustritt. An der Westseite Eingangsvorbau mit Freitreppe. Fensterläden und Ziergitter vor den Sockelgeschossfenstern. 1910 von dem Bremer Architekten Hermann Detgen entworfen. Gartengrundstück.                                                                             | 37471096 | BW   |
| Unter den Eichen 16 53° 8′ 14″ N, 8° 12′ 7″ O      | Wohnhaus            | 1910 von dem Berliner Architektenbüro Gildemeister & Sunkel errichtetes eingeschossiges Gebäude auf hohem Sockelgeschoss unter traufständigem Mansarddach. Gartengrundstück. | 37471118 | BW   |
| Unter den Eichen 18 53° 8′ 14″ N, 8° 12′ 6″ O      | Wohnhaus            | 1909/1910 nach Entwürfen von dem Bremer Architekturbüro Gildemeister & Sunkel, Bauausführung durch Maurermeister Brandes. Zweigeschossiger, verputzter Massivbau auf hohem Sockelgeschoss unter Walmdach. Asymmetrisch gegliederte Fassade, Mittelbetonung durch zweiachsiges Zwerchhaus mit giebelständigem Mansarddach. Gartengrundstück. | 37471140 | BW   |
| Unter den Eichen 22 53° 8′ 15″ N, 8° 12′ 3″ O      | Karl-Jasper-Haus    | Zweigeschossiger Putzbau unter Walmdach, Eckbau zur Tappenbeckstraße, mit Veranda, Balkon und Wintergarten. Küche mit getrenntem Eingang. Wandfeste Innenausstattung erhalten. 1912 erbaut. Hausgarten. | 37425252 | BW   |
| Unterstraße 134a / 136a 53° 8′ 55″ N, 8° 13′ 41″ O | Klävemannstiftung I | Doppelhaus der Klävemannstiftung I (Erweiterung). Eineinhalbgeschossiger traufständiger Putzbau von sechs Achsen mit Drempel unter Satteldach. Eingänge in den mittleren Achsen. Rechteckfenster. Putzgliederung: geschossteilende Gesimse, Fensterrahmungen. Rückwärtig zwei eingeschossige Anbauten, ehemals Ställe, und großes Gartengrundstück. Erbaut zwischen 1874 und 1879, Architekt Gerhard Schnitger.                                                                        | 37460859 | BW   |
| Unterstraße 138a / 140a 53° 8′ 56″ N, 8° 13′ 43″ O | Klävemannstiftung I | Doppelhaus der Klävemannstiftung I (Erweiterung). Zweigeschossiger giebelständiger Putzbau von sechs Achsen unter sehr flachem, stark überstehendem Satteldach (Holzzementbedachung). Eingänge an den Seiten. Segmentbogenfenster. Putzgliederung: geschossteilendes Band, gequaderte Lisenen, im Erdgeschoss horizontale Fugen, abschließender Zahnschnitt. Rückwärtig zwei eingeschossige Anbauten, ehemals Ställe, und großes Gartengrundstück. Erbaut 1887, Architekt Franz Noack. | 37460883 | BW   |
| Unterstraße 142a / 144a 53° 8′ 56″ N, 8° 13′ 44″ O | Klävemannstiftung I | wie Unterstraße 134a / 136a | 37460907 | BW   |
| Unterstraße 146a / 148a 53° 8′ 56″ N, 8° 13′ 46″ O | Klävemannstiftung I | wie Unterstraße 134a / 136a | 37460931 | BW   |
| Unterstraße 150a / 152a 53° 8′ 56″ N, 8° 13′ 47″ O | Klävemannstiftung I | wie Unterstraße 134a / 136a | 37461619 | BW   |

nach oben

## V
Wegen der großen Anzahl der Baudenkmale werden einzelne Straßen in Teillisten aufgeführt.
- Vereinigungsstraße

nach oben

## W
Wegen der großen Anzahl der Baudenkmale werden einzelne Straßen in Teillisten aufgeführt.
- Weskampstraße
- Würzburger Straße

| Lage                                                      | Bezeichnung                                        | Beschreibung | ID       | Bild |
| --------------------------------------------------------- | -------------------------------------------------- | --- | -------- | ---- |
| Wallgraben 2 53° 8′ 37″ N, 8° 12′ 45″ O                   | Wohnhaus                                           | Zweigeschossiger Massivbau auf Sockelgeschoss mit vorgeblendeten Ziegel unter Mansarddach. Betonung der Eingangszone durch Risalit mit Pyramidendach. Horizontale Gliederung durch kräftig ausgebildete Gesimse. 1884 von August Friedrich Töbelmann errichtet. | 37423108 | BW   |
| Wallgraben 4 53° 8′ 36″ N, 8° 12′ 43″ O                   | Wohnhaus                                           | Eineinhalbgeschossiger, verputzter Massivbau auf hohem Sockelgeschoss unter giebelständigem Satteldach. Fassadendekor in Form von umlaufenden, profilierten Gesimsen, Fensterverdachungen und Brüstungsfeldern. An der Ostseite zweigeschossiger Risalit, hier Hauseingang. 1877 von Carl F. Spieske entworfen. | 37471427 |      |
| Wallgraben 5 53° 8′ 36″ N, 8° 12′ 41″ O                   | Wohnhaus                                           | Eineinhalbgeschossiger, verputzter Massivbau auf hohem Sockelgeschoss unter giebelständigem Satteldach. Vierachsige Fassade mit Rundbogenfenstern. 1863 von Carl F. Spieske entworfen. | 37471449 |      |
| Wallstraße 3 53° 8′ 33″ N, 8° 12′ 44″ O                   | Wohnhaus                                           | Eingeschossiges, fünfachsiges Traufenhaus unter Krüppelwalmdach. Errichtet Anfang des 19. Jahrhunderts, 1880 dreiachsiges Zwerchhaus mit giebelständigem Satteldach. Über der Eingangstür Wappen des Großherzogtums. | 37423128 | BW   |
| Wallstraße 14 53° 8′ 31″ N, 8° 12′ 35″ O                  | ehem. Lehrerseminar (Polizeinutzung)               | Langgestreckter zweigeschossiger, fünfachsiger Putzbau unter Krüppelwalmdach mit paarweise angeordneten Fenstern und Apsiden an den beiden Giebelseiten. Umlaufendes Gurtgesims. Mittiger Eingang, betont durch flache Fledermausgaube im Dach. Erbaut 1806/07 von Georg Lasius. | 37464909 | BW   |
| Wallstraße 14 53° 8′ 31″ N, 8° 12′ 35″ O                  | Landwirtschaftsschule (Polizei)                    | Rückwärtig im rechten Winkel an das alte Seminargebäude angebauter Erweiterungsbau von 1951: Eingeschossiger Putzbau unter Krüppelwalmdach. | 37475451 | BW   |
| Wallstraße 17 53° 8′ 31″ N, 8° 12′ 38″ O                  | Schule                                             | 1859 von Hero Diedrich Hillers als Stadtknabenschule errichtet. Zweigeschossiger, verputzter Massivbau auf Sockelgeschoss unter flachem Walmdach. Die langgestreckte Fassade zum Waffenplatz durch Drillingsfenster (in den leicht vorgezogenen Seitenrisaliten) und Zwillingsfenstern gegliedert; mittig zurückgesetzter Eingang einem flachbogigen Portal. | 38763849 | BW   |
| Wallstraße 18 53° 8′ 32″ N, 8° 12′ 42″ O                  | Wohn-/ Geschäftshaus                               | 1868 errichtetes Eckgebäude zur Mottenstraße. Zweigeschossiger, verputzter Massivbau unter Walmdach. Fünfachsig zur Wallstraße, zweiachsig zur Mottenstraße, dazwischen abgefaste Ecke mit Balkon. Fassadendekor in Form von umlaufenden Gesimsen und Dreiecksverdachungen der Fenster im Obergeschoss. | 37471471 | BW   |
| Wallstraße 24 53° 8′ 33″ N, 8° 12′ 44″ O                  | Ehem. Lundt'scher Speicher                         | Dreigeschossiger Backsteinbau mit zwei Giebelgeschossen unter giebelständigem Satteldach, Frühklassizistisches Kontor-/Wohn- u. Speichergebäude, 1793 als erste Seifensiederei des Herzogtums Oldenburg errichtet. Gewölbekeller. 1905 verputzt. | 37471594 |      |
| Wallstraße 26 53° 8′ 33″ N, 8° 12′ 46″ O                  | Lagergebäude                                       | Zweigeschossiger, verputzter Ziegelbau unter traufständigem Krüppelwalmdach. 1769 als Lagergebäude zur Lange Straße 86 errichtet, 1796 erweitert. Erdgeschosszone später umgebaut. | 37449585 | BW   |
| Waterender Weg 68 53° 9′ 22″ N, 8° 15′ 7″ O               | Wohn-/ Wirtschaftsgebäude                          | Zweiständer-Fachwerkbau (Flettdielenhaus), Außenmauern 1863 massiv in Ziegel ersetzt, unter Halbwalmdach in Reetdeckung. Im Kern älter; Umbau von „1925“. | 37449611 |      |
| Waterender Weg 72 53° 9′ 23″ N, 8° 15′ 9″ O               | Wohn-/ Wirtschaftsgebäude                          | Zweiständer-Fachwerkbau (Flettdielenhaus), Außenmauern „1869“ massiv in Backstein ersetzt, unter Krüppelwalmdach in Reetdeckung. Innengerüst (wohl 18. Jh.) in Unterrähmkonstruktion. | 37449635 |      |
| Waterender Weg 76 53° 9′ 25″ N, 8° 15′ 10″ O              | Wohn-/ Wirtschaftsgebäude                          | Zweiständer-Fachwerkbau (Außenmauern massiv in Backstein erneuert) mit beidseitigen Vorderkübbungen unter abgeschlepptem Walmdach mit Reetdeckung. Innengerüst (wohl 18. Jh.) in Unterrähmkonstruktion. | 37448020 | BW   |
| Waterender Weg 130 53° 9′ 42″ N, 8° 15′ 25″ O             | Wohn-/ Wirtschaftsgebäude                          | Hallenhaus, 1818 als Zweiständerbau mit Umfassungsmauern in Fachwerkbauweise unter reetgedecktem Krüppelwalmdach errichtet. Heute zu Wohnzwecken ausgebaut. | 37429999 | BW   |
| Wehdestraße 55 53° 8′ 53″ N, 8° 14′ 30″ O                 | Scheune                                            | Giebelständiger Fachwerkbau, Westseite zu Wohnzwecken umgebaut, Giebelwand in massiver Ziegelbauweise. Ostteil als Scheune unter Vollwalmdach erhalten. Errichtet vor 1844. | 37466734 | BW   |
| Wehdestraße 57 53° 8′ 54″ N, 8° 14′ 32″ O                 | Wohn-/ Wirtschaftsgebäude                          | Zweiständer-Fachwerkbau in Ankerbalkenkonstruktion (Flettdielenhaus) unter Krüppelwalmdach. Außenwände „1849“ bis auf Wohngiebel massiv erneuert. Innengerüst älter. | 37466618 | BW   |
| Wehdestraße 68 53° 8′ 48″ N, 8° 14′ 29″ O                 | Wohn-/ Wirtschaftsgebäude                          | Von der Straße zurückgesetztes Zweiständerbau mit eingehälsten Ankerbalken; Innengerüst von 1688/89 (dendro) unter Verwendung von Hölzern aus dem frühen 16. Jahrhundert. Außenmauern in massiver Ziegelbauweise 1849 erneuert. | 37466642 |      |
| Wehdestraße 75 53° 8′ 48″ N, 8° 14′ 33″ O                 | Wohn-/ Wirtschaftsgebäude                          | Traufständiger Fachwerkbau aus der 1. Hälfte des 19. Jh. unter Krüppelwalmdach. | 37423171 |      |
| Weiße Rose 1 53° 9′ 21″ N, 8° 14′ 12″ O                   | Alte Offiziersmesse (Kaserne Donnerschwee, Nr. 23) | Eingeschossiger Backsteinbau unter Satteldach. Auf der Nordseite einachsiger Mittelrisalit mit werksteingerahmtem Eingang und Freitreppe, im Giebel Wappen. Auf der Südseite nach Westen versetzt Seitenflügel. Alle Giebel als Treppengiebel ausgebildet. Erbaut 1934–1936, ab 2015 Umbau für die Jugendkulturarbeit, dabei Dachgaupen aufgesetzt. | 41582126 | BW   |
| Weiße Rose 4 53° 9′ 23″ N, 8° 14′ 13″ O                   | Kasino (Kaserne Donnerschwee, Nr. 22)              | Eingeschossiger langgestreckter Backsteinbau unter Satteldach mit Mittelrisalit auf der Ostseite und drei Zwerchgiebeln auf der Westseite, die beiden äußeren über Eingängen. Alle Giebel als Treppengiebel ausgebildet, die Zwerchgiebel zusätzlich mit Lisenen. Rustizierte Portalrahmungen. Fenster, Türen, die Raumstruktur, Balkendecken, Treppen und Flurtüren original erhalten. Erbaut 1934–1936, ab 2015 Umbau zu Wohnungen, dabei eiserne Balkone angebaut und Dachgaupen aufgesetzt. | 41582113 | BW   |
| Weiße Rose 7 / 9 53° 9′ 26″ N, 8° 14′ 11″ O               | Garagengebäude (Kaserne Donnerschwee, Nr. 19)      | Langgestrecktes Backsteingebäude unter Flachdach, Südteil eingeschossig (ehemals Garagen) und Nordteil zweigeschossig (ehemals Garage und Geschützhalle). Auf der Westseite eiserne Falltore. Erbaut 1934–1936, ab 2015 Umbau zu Wohnungen, dabei Nordteil verkürzt. | 41582093 | BW   |
| Weißenmoorstraße 86 53° 10′ 44″ N, 8° 13′ 18″ O           | Wohn-/ Wirtschaftsgebäude                          | Zweiständer-Hallenhaus mit Oberrähmkonstruktion unter Krüppelwalmdach, um 1800 errichtet, Ende des 19. Jahrhunderts verlängert. Wirtschaftsgiebel in massiver Bauweise erneuert. Stallanbau mit Rundbogenfenstern. | 37424818 | BW   |
| Weißenmoorstraße 289 53° 11′ 5″ N, 8° 12′ 7″ O            | St. Paulus-Kirche, kath.                           | Erbaut 1967 von Ewald Brune (BDA, Delmenhorst; Glasfenster: Entwurf von Johannes Beek; Innenausstattung: Künstlerehepaar Driever). Konsekriert 1968, „außer-Dienst-Stellung“: 2004. 2006 verkauft und profaniert als Kulturzentrum. | 37425118 | BW   |
| Westeresch 11 53° 9′ 48″ N, 8° 14′ 52″ O                  | Wohn-/ Wirtschaftsgebäude                          | Ehem. Flettdielenhaus mit beidseitigen Vorderkübbungen unter abgeschlepptem Walmdach in Reetdeckung; inschriftlich datiert 1786. Wirtschafts- und Wohngiebel Fachwerk mit Ziegelausfachung, letzterer mit Fußstreben am Dachgeschoß und kleinem Balkon. Traufseiten massiv in Ziegelmauerwerk. | 37466595 | BW   |
| Westeresch 15 53° 9′ 48″ N, 8° 14′ 53″ O                  | Scheune                                            | Zum Hof traufständige Scheune unter Satteldach. Anfang des 20. Jahrhunderts errichtet. | 37466711 | BW   |
| Westerstraße 3 53° 8′ 33″ N, 8° 11′ 50″ O                 | Wohnhaus                                           | Eineinhalbgeschossiger, verputzter Massivbau unter giebelständigem Satteldach. Vierachsige Fassade mit Eingang in der dritten Achse. Horizontale Gliederung der Fassade durch gerade Fensterverdachungen und Gurtgesims. 1889 von Joahnn Oetken errichtet. | 37423192 | BW   |
| Westerstraße 15 53° 8′ 35″ N, 8° 11′ 49″ O                | Wohnhaus                                           | 1889 errichtetes eineinhalbgeschossiges Giebelhaus von fünf Achsen unter Walmdach. Verputzter Massivbau mit Fassadendekor in Form von profilierten Fensterrahmungen und Gesimsen. | 37472085 | BW   |
| Westerstraße 17 53° 8′ 36″ N, 8° 11′ 49″ O                | Wohnhaus                                           | Eineinhalbgeschossiger, verputzter Massivbau unter giebelständigem Satteldach. Horizontale Gliederung der vierachsigen Fassade durch Horizontalfugen und gerade Verdachungen der beiden mittleren Obergeschossfenster. 1904 errichtet. Vorgarten. | 37472107 | BW   |
| Wienstraße 53° 8′ 2″ N, 8° 11′ 58″ O                      | Brunnen                                            | Denkmal zur Eingemeindung der Gemeinde Eversten nach Oldenburg, 1924 nach einem Entwurf von Max Gökes als Brunnen angelegt. Pfeiler mit einer Urne als Bekrönung. | 37423232 | BW   |
| Wienstraße 41 53° 8′ 8″ N, 8° 11′ 44″ O                   | Wohnhaus                                           | Eingeschossiges Fachwerkgebäude unter traufständigem Krüppelwalmdach mit rückwärtigem Anbau. Giebeldreiecke noch fachwerksichtig, ansonsten verputzt. | 37424866 | BW   |
| Wilhelmshavener Heerstraße 55 53° 10′ 27″ N, 8° 13′ 36″ O | Wohn-/ Wirtschaftsgebäude                          | Ehem. Flettdielenhaus mit beidseitigen Vorderkübbungen unter abgeschlepptem Walmdach in Reetdeckung, im Kern aus der Mitte des 18. Jahrhunderts. Mit Ausnahme des Wirtschaftsgiebels massiv erneuert. Flett ganz, Diele teilweise überbaut. Wohnteil mit Halbwalm durchgreifend mit neuen Fenstereinbauten renoviert. | 37466572 | BW   |
| Wilhelmstraße 26 53° 8′ 38″ N, 8° 12′ 27″ O               | Wohnhaus                                           | Giebelständiger eineinhalbgeschossiger Putzbau von vier Achsen über Sockelgeschoss mit Drempel unter Satteldach (Typus „Oldenburger Hundehütte“). Auf der rechten Seite zurückgesetzter Vorbau mit Eingang. Im Souterrain jüngerer Garageneinbau. Putzgliederung: Rustizierung des Sockels, geschossteilende Gesimse, im Giebel Brüstungsgesims, Fensterrahmungen, im Erdgeschoss Brüstungsfelder. Vorgarten. Erbaut 1884.                                                                      | 37472151 | BW   |
| Wilhelmstraße 27 53° 8′ 38″ N, 8° 12′ 25″ O               | Wohnhaus                                           | Zweigeschossiger Putzbau von vier Achsen unter Pyramidendach. Auf der rechten Seite zurückgesetzter Vorbau mit Eingang. Putzgliederung: geschossteilendes Gesims, Fensterrahmungen, im Obergeschoss Brüstungsfelder, kolossale Kantenpilaster mit Gebälk / Kranzgesims. Vorgarten und eiserne Einfriedung. Erbaut 1868, Architekten: Joh. Wempe & Wittholt. | 37472195 | BW   |
| Wilhelmstraße 28 53° 8′ 38″ N, 8° 12′ 27″ O               | Wohnhaus                                           | Giebelständiger eineinhalbgeschossiger Putzbau von vier Achsen über Sockelgeschoss mit Drempel unter Satteldach (Typus „Oldenburger Hundehütte“). Auf der rechten Seite zurückgesetzter Vorbau mit Eingang. Putzgliederung: Rustizierung des Sockels, geschossteilende Gesimse, Brüstungsgesimse, Fensterrahmungen, im Erdgeschoss Brüstungsfelder. Rest des Vorgartens. Erbaut 1868, Architekten: Diercks & Sundermann.                                                                        | 37472173 | BW   |
| Wilhelmstraße 29 53° 8′ 39″ N, 8° 12′ 25″ O               | Wohnhaus                                           | Giebelständiger eineinhalbgeschossiger Putzbau von vier Achsen über Sockelgeschoss mit Drempel unter Satteldach (Typus „Oldenburger Hundehütte“). Auf der rechten Seite zurückgesetzter Vorbau mit Eingang. Auf der linken Seite leicht zurückgesetzter Vorbau, ehemals Wintergarten, später verbaut. Fenster segmentbogig. Putzgliederung entfernt. Vorgarten. Erbaut 1866, Architekt: Carl Friedrich Spieske.                                                                                 | 37472217 | BW   |
| Wilhelmstraße 31 53° 8′ 40″ N, 8° 12′ 25″ O               | Wohnhaus                                           | Giebelständiger eineinhalbgeschossiger Putzbau von vier Achsen über Sockelgeschoss mit Drempel unter Satteldach (Typus „Oldenburger Hundehütte“). Auf der linken Seite zurückgesetzter Vorbau mit Eingang. Im Souterrain rechts jüngerer Garageneinbau. Fenster segmentbogig. Putzgliederung: Quaderung des Sockels, geschossteilende Gesimse, Brüstungsgesimse, Fensterrahmungen, Brüstungsfelder. Vorgarten. Erbaut 1873.                                                                     | 37472240 | BW   |
| Wilhelmstraße 33 53° 8′ 40″ N, 8° 12′ 25″ O               | Wohnhaus                                           | Giebelständiger eineinhalbgeschossiger Putzbau von vier Achsen über Sockelgeschoss mit Drempel unter Satteldach (Typus „Oldenburger Hundehütte“). Auf der rechten Seite zurückgesetzter Vorbau mit Eingang. Fenster segmentbogig. Putzgliederung: Quaderung des Sockels, geschossteilende Gesimse, Brüstungsgesimse, Fensterrahmungen, Brüstungsfelder. Vorgarten und eiserne Einfriedung. Erbaut 1866, Einfriedung bez. 1907.                                                                  | 37472262 | BW   |
| Wunderburgstraße 53° 7′ 36″ N, 8° 13′ 34″ O               | Kriegerdenkmal 1870/71                             | Nach dem Deutsch-französischen Krieg 1870/71 gestiftete Ehrenmal für die gefallenen Dragoner. Ursprünglicher Standort: Marktplatz Osternburg, 1962 in den Wunderburgpark versetzt. | 37423355 |      |

nach oben

## Z
Wegen der großen Anzahl der Baudenkmale werden einzelne Straßen in Teillisten aufgeführt.
- Zeughausstraße
- Ziegelhofstraße

nach oben